# Cuisine du riz

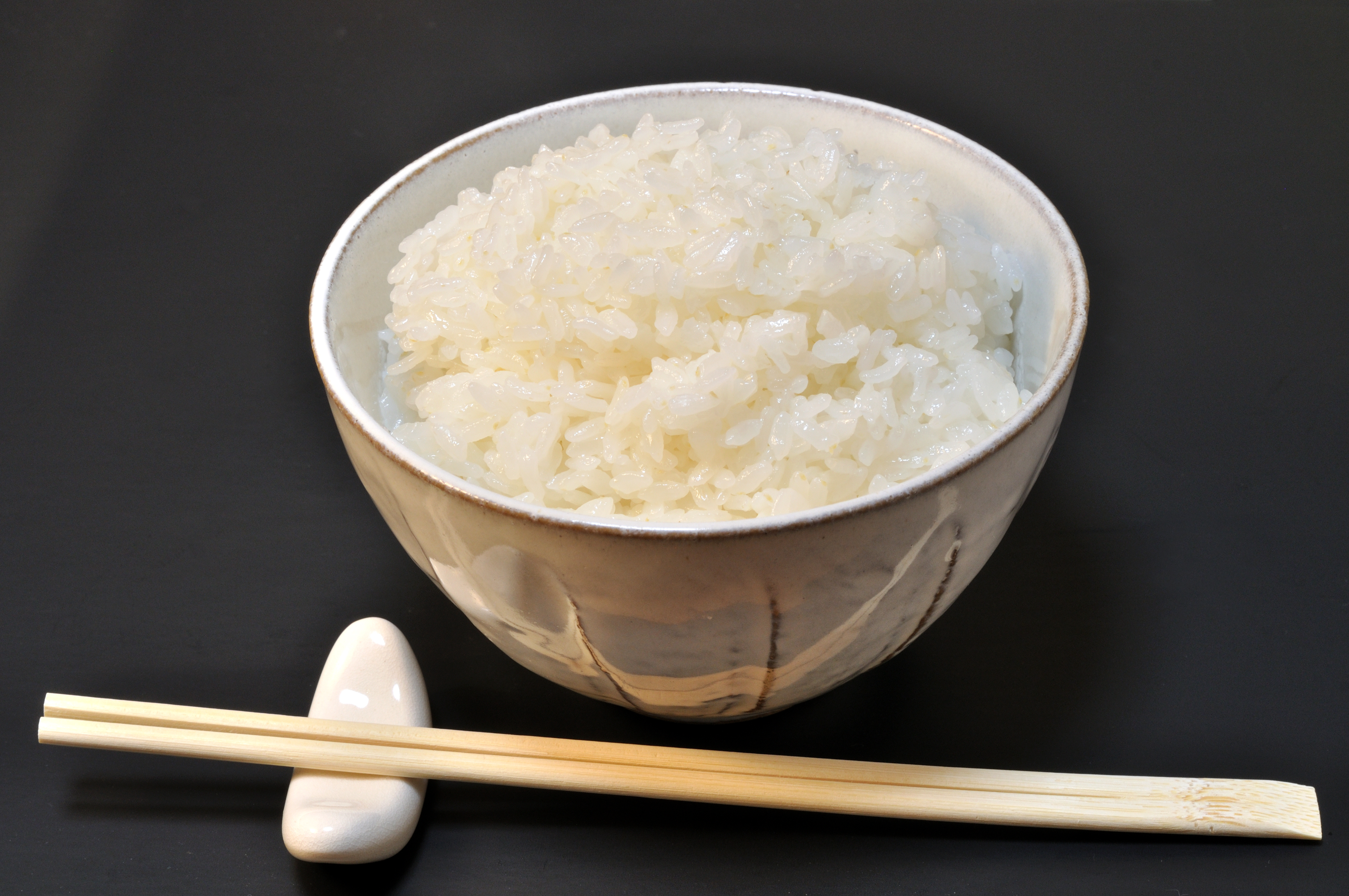
Riz long dans un bol d'or (Japon).

La cuisine du riz est l'ensemble des préparations du riz en vue d'en faire un aliment ou une boisson pour la consommation humaine. 
Le riz (Oryza sativa) est la première céréale de l'alimentation et des moyens de subsistance de la moitié de l'humanité,. Depuis le Xe millénaire av. J.-C., des cuisines du riz se sont développées dans l'Ancien Monde, elles engendrent une infinité de façon de préparer le riz, de l'aromatiser, de le manger. Avec 90 % de la production du riz en Asie de l'Est, avec des niveaux de consommation per capita très élevés (entre 50 et 200 kg par an et par personne) les apprêts du riz asiatiques ne doivent pas masquer la singularité des autres cuisines du riz : africaine, Asie centrale et occidentale et européenne avec des plats qui ont conquis une notoriété mondiale.
Les apprêts du riz sont innombrables. En Chine, deuxième producteur mondial, un livre de recettes de riz souvent cité, 中华特色米食谱 (Zhōnghuá tèsè mǐ shípǔ), Recettes de spécialités de riz chinoises (1999, 陈惠英 (Chén Huìyīng)), donne 560 recettes classiques dont 366 (65 %) sont des bouillies et congee et seulement 68 (12 %) sont des pâtisseries (gâteaux) [réf. nécessaire]. S'y ajoutent les boissons, lait de riz, et une trentaine de variétés d'alcool de riz.  

## Les soupes, potages, veloutés
Le riz joue dans les soupes, aliments liquides ou plus ou moins consistants, froids ou chauds, un rôle d'agent de texture, de liaison. D'un côté, ces soupes, bouillies ou congee allongés sont des nourritures roboratives, on en trouvait avec riz-pomme de terre, riz-navets, riz-pois distribuées aux démunis aux frais du roi en temps de famine (soupe de riz économique de Saint-Roque, 1772). D'un autre côté, leur fadeur effacée par de délicats aromates (beurre de crustacés, huîtres pochées, etc.) en font une valeur gastronomique : « Ces veloutés de crème de riz peuvent figurer aux plus fins menus. »

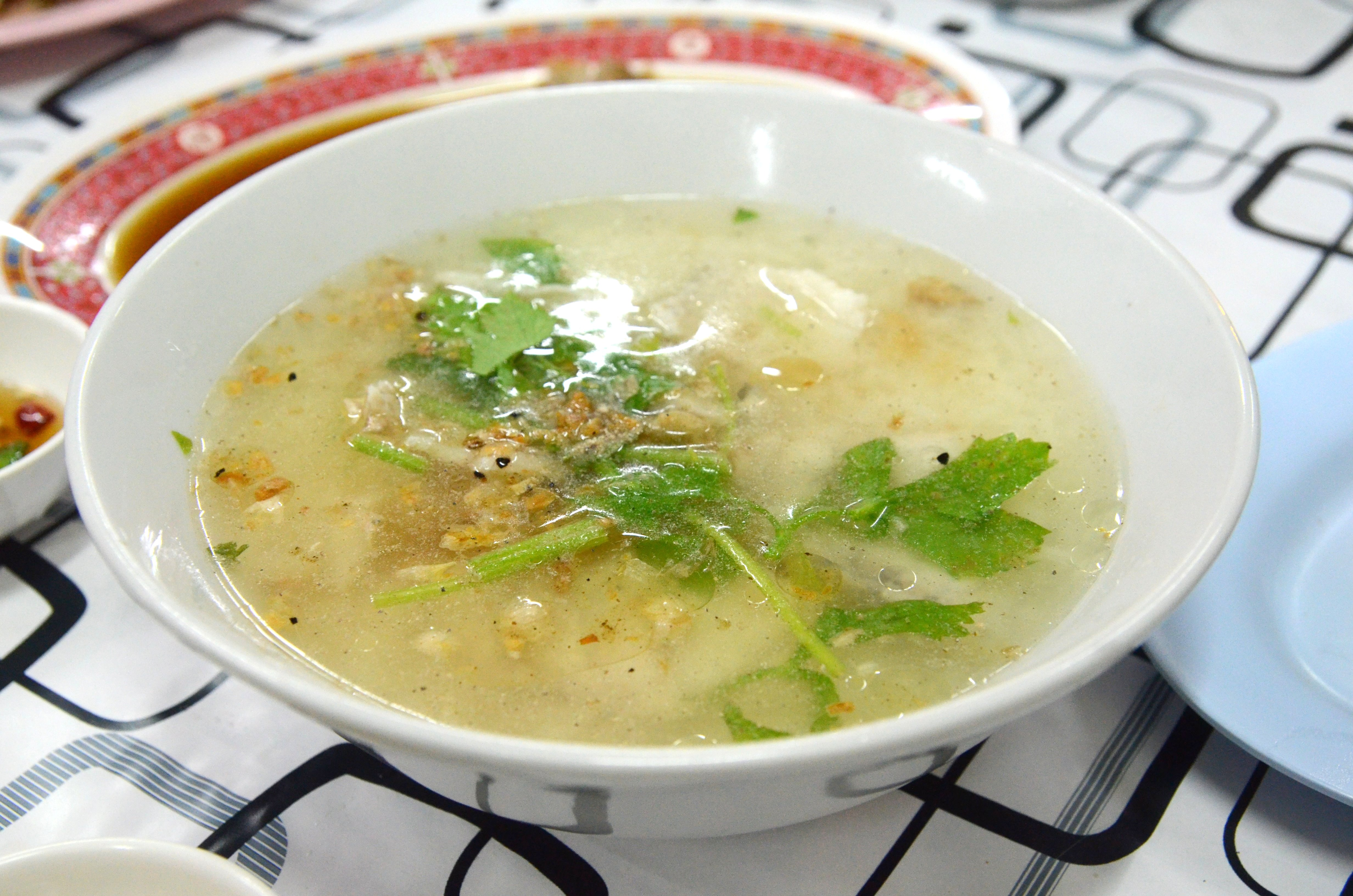
Soupe de riz thaï au bouillon de poisson, khao tom pla.

### Les soupes à liaison au riz
Le potage de riz au gras est un potage qui était courant en Europe jusqu'au début XIXe siècle. Il était recommandé par les médecins comme remède pour les personnes affaiblies ou convalescentes. Il est fait de riz à grain long revenu dans un peu de graisse puis longuement cuit dans un abondant bouillon de viande,. Il est aromatisé d'une purée de légumes et, si le bouillon employé est maigre, il devient potage de riz au maigre. Parmi les légumes, la soupe de tomate se rencontre liée au riz. La fécule de riz ou le riz en purée donnent leur consistances aux bisques. La crème de riz est un potage où le lait remplace le bouillon ; le velouté à la crème de riz est un bouillon blanc lié au riz, passé et coloré au curry, au paprika rose, au beurre de crevettes…
En 1927, Auguste Escoffier indique : « Les proportions de riz pour potages clairs, purées, crèmes, veloutés, sont basées sur 50 g de riz par l de consommé et potages liés. » Le riz intervient comme liaison dans de nombreuses soupes de poulet africaines, portugaise (canja de galinha), espagnole (canja), allemande ou autrichienne (Reis-Suppe) avec divers bouillons dont celui de légumes. En Italie, la minestra de riso est attestée dès le XVIe siècle, elle connait une forte diversité de variations (à l'œuf et au citron, aux asperges, au thon et à l'aubergine, au persil…),,.
Même principe en Asie : le ฮ้องข้าวต้มปลา (Ḥ̂x ng k̄ĥāwt̂m plā), khao tom pla, thaï est une soupe de riz au jasmin au bouillon de poisson, avec condiments (coriandre, gingembre, céleri, ail, etc.) dont il existe des versions sucrées,. Le 雑炊 (zōsui) ou おじや (ojiya) japonais est un riz aux légumes au bouillon de dashi servi avec fugu, crabe, poulet rôti et champignons.
En Égypte est cuisinée la mloukhiya (molokheya, mulukhiya). Il s'agit d'un riz sauté à la mauve avec bouillon de poulet.
À Madagascar, on trouve la soupe de riz malagasy (malgache) dans un bouillon de poulet et de porc, avec salade et œufs.

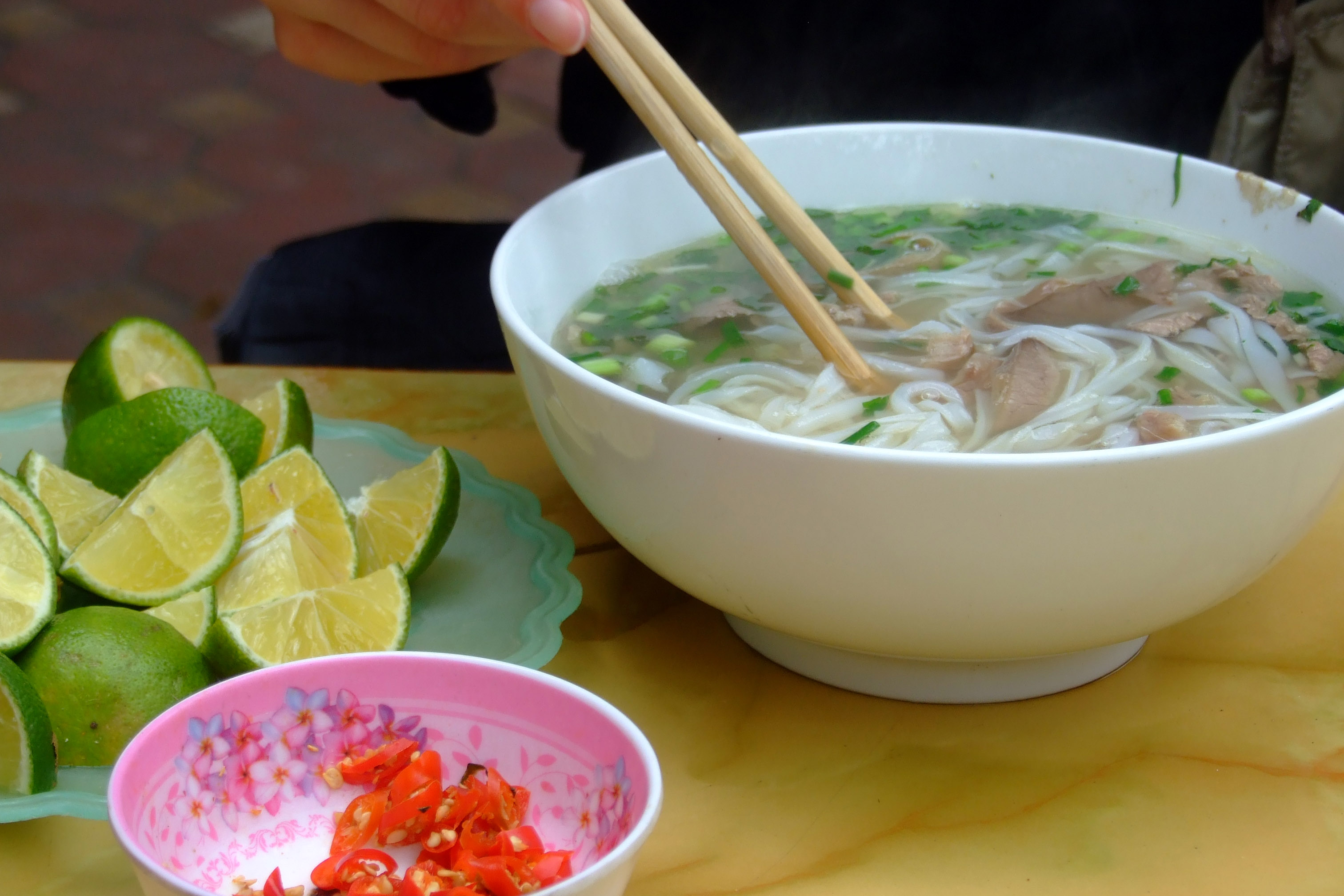
Phở, avec des pousses de haricots mungo.

### Les soupes aux nouilles de riz
Le  汤圆 (tāngyuán) tangyuan chinois est un bouillon de viande — ou de l'eau sucrée — dans lequel on dépose des boulettes de farine de riz gluant.
La soupe aux vermicelles de riz est très fréquente en Asie orientale. En Indonésie, on trouve le bihun kuah (bouillon, vermicelles boulettes de viande) et aux boulettes de poisson à Sumatra. Au Viêt Nam, la soupe nationale est le phở (bouillon de bœuf, nouilles de riz, coriandre, etc.). Il existe aussi des soupes de vermicelles au crabe (bún riêu) ou au bœuf bún bò Huế),. À Singapour, la soupe est garnie de boulettes de poisson.

### Les soupes à liaisons complexes, dont le riz
Le mélange riz et lentilles, cuit à la vapeur est nommé dal bhat. C'est un classique en Inde, au Népal. Le bisi bele bath, quant à lui, est originaire du Karnataka,  en Inde.
L'association riz et sésame noir, heugimja-juk (흑임자죽 ; 黑荏子粥), à saveur douce-amère, se rencontre en Corée.
Au Tchad, au Nigeria, en Ouganda et au Soudan, le riz est accompagné de millet. Cela donne une bouillie, nommée madide ou medida, cuite dans du lait. En Arabie, on dégustera le al-'alaf.
En Afrique tropicale, on mélange riz et haricots, ou riz et arachides.
En Indonésie, on mêle riz et potiron, riz et manioc, riz et patate douce.

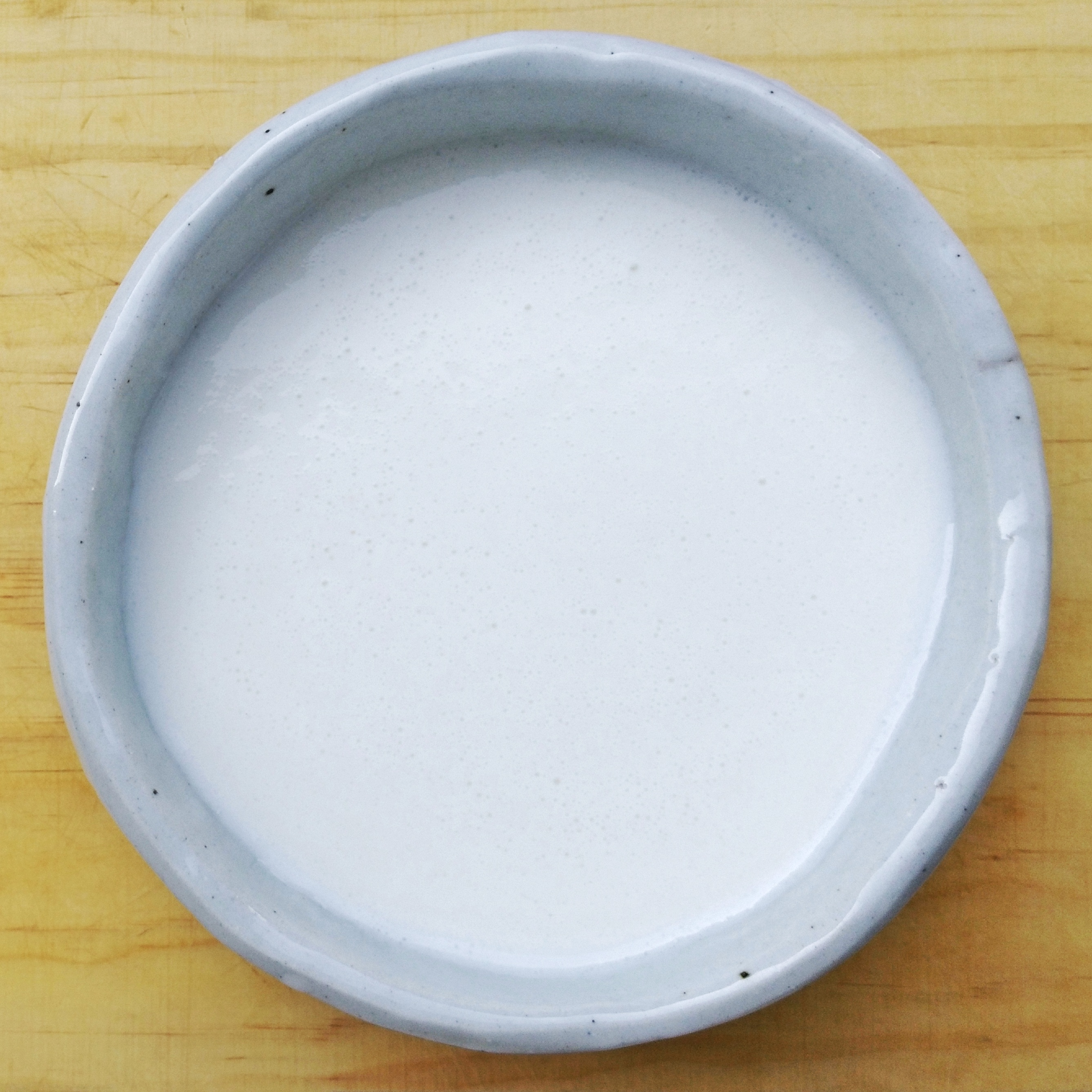
Tarak-juk coréen : farine de riz gluant cuite au lait de vache.

## Les bouillies,congee, pâtes et pain de riz
Au sens propre, les bouillies sont faites à partir de farine de riz, les congee et gruaux à partir de grains de riz, mais souvent les congee sont nommés bouillies et vice-versa.
Aux Philippines, l'arroz caldo est un gruau de riz et de poulet relevé de gingembre, d'ail grillé, d'oignons verts et de poivre noir. Il existe une variante nommée arroz caldo con goto, au bœuf, abats de porc, sauce soja, œuf dur et calamondin. La forme la plus simple de congee philippin est le lugaw, du riz gluant cuit à l'eau, salé ou sucré, avec du lait de coco en dessert.
En Indonésie, le tinutuan (bubur manado) est un congee très élaboré : potiron, patate douce ou manioc, maïs, légumes-feuilles et une abondance de garnitures, avec une prédominance de poissons.
En Corée, les juk (죽 ; 粥 ; [tɕuk̚]) sont des congee ou des bouillies. Le daechu-gom (대추곰) est à base de farine de riz gluant avec des jujubes. L'euneo-juk (은어죽; 銀魚粥) est cuisiné ave du poisson nommé ayu, souvent épicé, parfois avec du ginseng. Le jatjuk (잣죽) aux pignons de pin et le tarak-juk sont une bouille de riz glutineux broyé et moulu, cuit au lait. Tarak a une étymologie mongole (ᠲ᠋‍ᠠ‍᠊ᠷ‍ᠠ‍᠊ᠬ), est servi salé/sucré (au miel).
L'Afrique est un autre continent des bouillies de riz : au Tchad, la basise est une bouillie dе riz au lait. Au Cameroun du nord, on trouve une spécialité de bouillie de riz à l'arachide et au maïs à l'ouest. En Afrique tropicale, on recommande les bouillies de riz avec haricots, maïs blanc ou arachide aux enfants,.

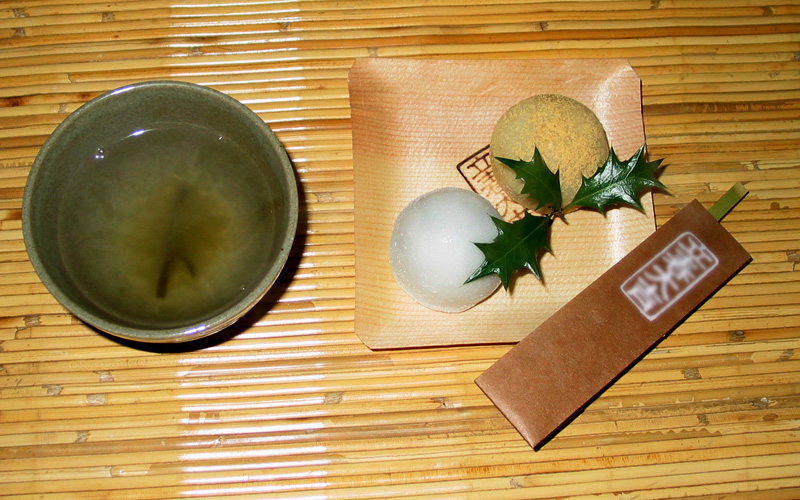
Mochi des fêtes du Nouvel An japonais.

### Gruau et pâte de riz fermentés
Le terme tapai (également tapay ou tape) est générique pour le riz blanc ou gluant, cuit et fermenté, au goût aigre-doux . Le tapaï est légèrement fermenté pour des galapong mous philippins ou les brem secs indonésiens, le riz fermenté aux crevettes (balaobalao, balobalo, tag-ilo), le riz fermenté au poisson (buro philippin) ou divers vins de riz.
Le lapa arménien est un riz bouilli aqueux qui tend vers une soupe de riz épaisse[réf. nécessaire]. Le gamopílafo (pilaf de mariage) grec est un riz cuit dans un bouillon d'agneau ou de chèvre, à texture de congee, agrémenté de jus de citron.

### Mochi

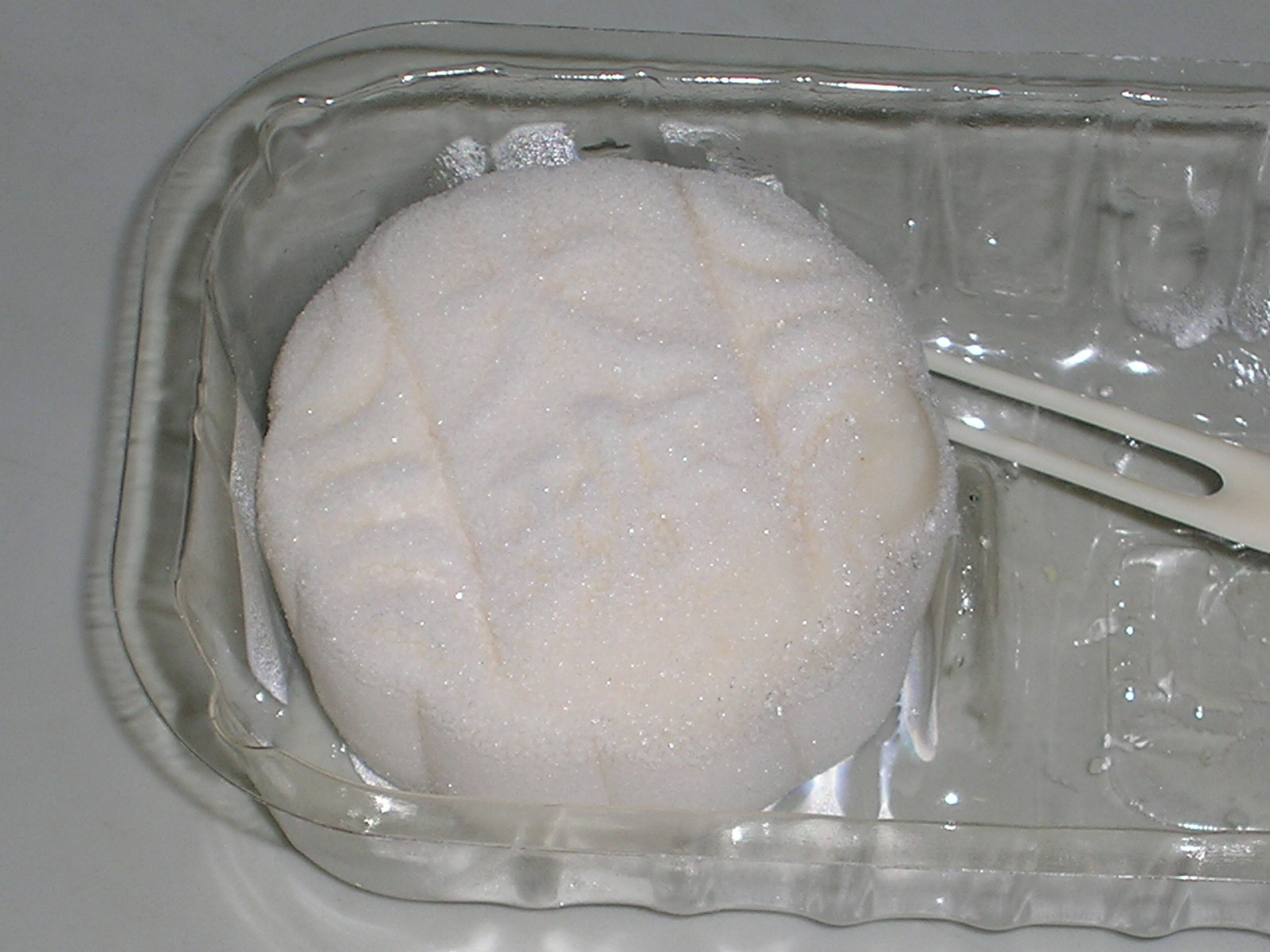
Gâteau de lune à la peau de neige.

Il serait originaire de Chine où les Hakka l'appellent ma qi, dans le Fujian mua ji, et mo chi dans dans le Jiangsu et le Zhejiang[réf. nécessaire]. Le mochi est une pâte visqueuse de riz gluant cuit à la vapeur généralement présentée en petites boules plates. Il est populaire au Japon où on l'utilise dans les soupes, la fondue (nabe), le pot-au-feu (oden). Ils peuvent aussi être grillés, soufflés au four ou entrent dans la composition des galettes de riz senbei. À Taïwan, on en fait le gâteau de lune.   

### Pain de riz
Le pain de riz est, dans le français actuel[pas clair], un pain à la farine de riz. Cette farine ne contenant pas de gluten, ce type de pain a été adopté par les gens intolérants au gluten. En l'absence de gluten, élément indispensable à la panification, la pâte à base de farine de riz n'est pas élastique, le pain est dense, la mie compacte et serrée et pauvre en goût. C'est pourquoi la farine de riz est souvent mélangée à d'autres farines et complétée par des agents de texture (gommes de guar ou de xanthane),,,.

## Les collations,en-cas,grignotages

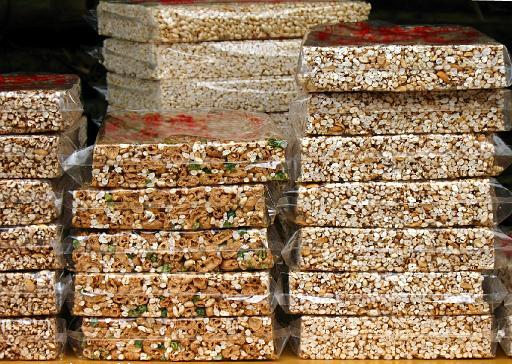
Galettes de riz soufflé (Chine).

### Le grain deriz soufflé
Le riz soufflé est obtenu en chauffant un riz humidifié par cuisson à la vapeur dans un four (riz croustillant), ou par mise sous pression de riz humidifié suivie d'une retombée très rapide de pression. La pâte de riz est également soufflée. Le soufflage industriel du riz par dépression a été mis au point par Alexander Pierce Anderson (1862-1943). En français, riz soufflé est parfois employé au XIXe siècle pour désigner un soufflé de riz au lait avec lequel il ne doit pas être confondu. Le riz soufflé entre dans de nombreuses recettes de pâtisserie.
Consommé de longue date en Asie de l'Est et du Sud, connu dans les textes francophones depuis le XVIIIe siècle, il a été mondialisé au XXe siècle comme céréales de petit-déjeuner  (popped rice) et comme barre de céréales ou barre chocolatée (barre Lion, chocolat Krackel, Nestlé Crunch, etc.). En Thaïlande, le กระยาสารท (krayās̄ārth) du festival bouddhiste Saat est comparable à un pop-corn au sucre de palme, aux graines de sésame, au riz vert pilé. En Inde, le très populaire et ancien muri est un riz cuit à la vapeur, étuvé, soufflé, poêlé dans du sel préchauffé. Les snacks appelés mudhi, d'Odisha, sont classés spécialité culinaire indienne.
Les galettes de riz soufflé sont souvent préconisées dans les régimes sans gluten. Leurs avantages nutritionnels sont débattus,.

### Amuse-bouche

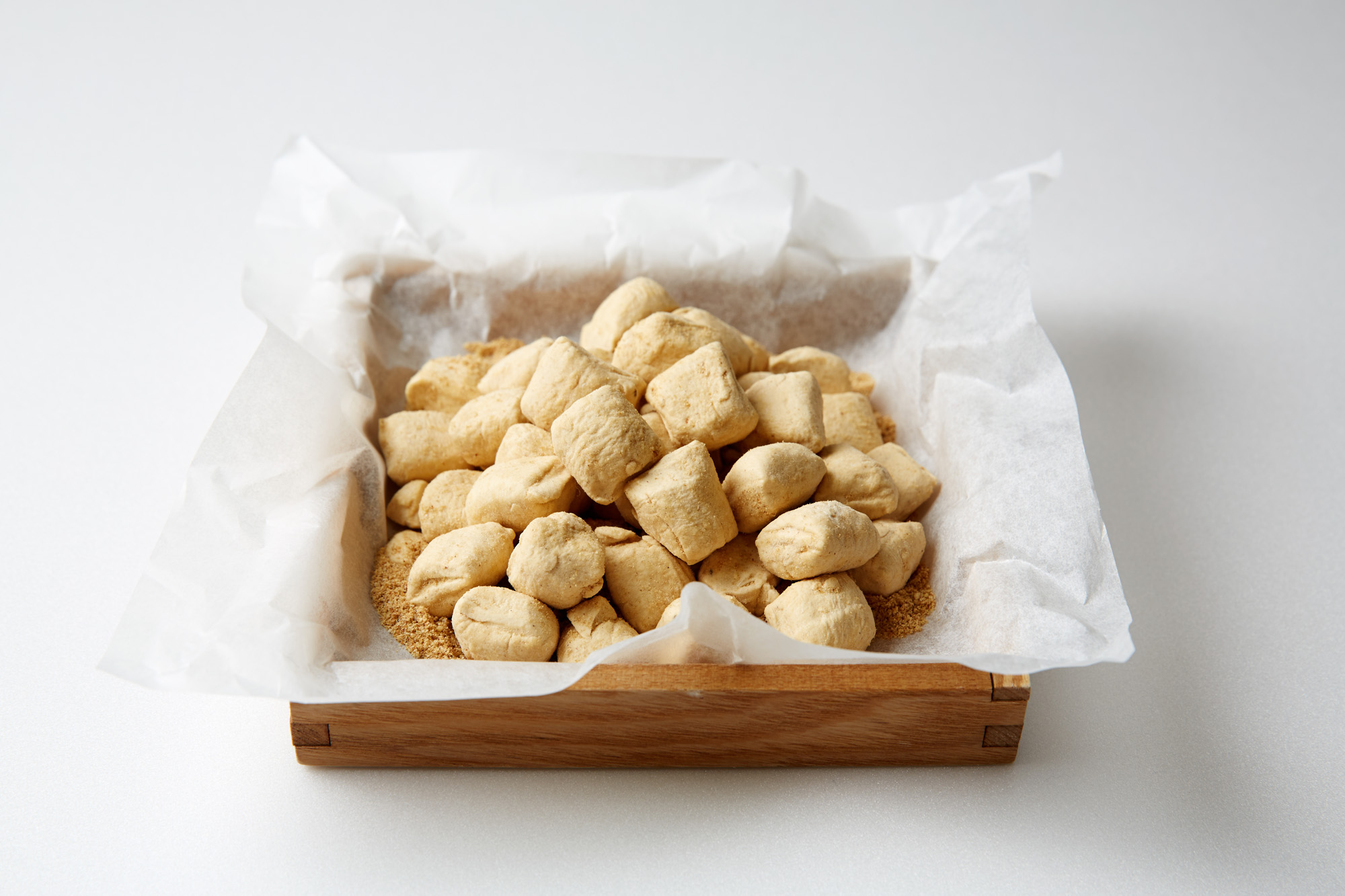
Yeot coréens.

Voici quelques petites présentations de la taille d'une bouchée, à base de riz fréquentes, en Asie de l'est et en Chine :
- arem-arem (Indonésie-Java) : pâtisserie de riz comprimée en cylindre dans une feuille de bananier avec des légumes, du soja fermenté (tempeh) et parfois de la viande hachée ;
- lemper, riz gluant farci de poulet dans une feuille de bananier. Le bakcang (zongzi chinois et onigiri japonais) est une recette proche[49] ;
- ba-wan 肉圓 (ròuyuán / vàwán) de la cuisine de rue taïwanaise est une pâte gélatineuse d'amidon de maïs, de patate douce et de farine de riz, cuite à la vapeur ou frite. Moelleux, collants, gélatineux et translucides, ils baignent dans une sauce sucrée-salée[50] ;
- le 엿 강정 (yeos gangjeong) coréen est un snack sucré à base de riz gluant, additionné, selon diverses recettes, de sorgho gluant, de maïs, de patates douces ou de céréales, cuit à la vapeur, séché, fermenté, enrobé de sirop. Sa forme[pas clair] 쌀엿 (ssal-yeos) est à base de riz. L'île méridionale de Jeju produit un 하늘 애기 엿 (haneul aegi yeos) au riz gluant, millet gluant et au concombre chinois (Trichosanthes kirilowii) ;
- en Italie, le supplì (italianisation du mot français « surprise ») est une croquette romaine de riz bouilli, sauce de viande et pecorino romano, travaillée avec des œufs crus, enroulée d'une bande de mozzarella, passée dans la chapelure et frite. Il en existe des variantes locales à base de risotto aux crevettes ou aux fruits de mer[51]. En Sicile, on trouve les arancini, des snacks en forme de boulette, farcis de divers ingrédients.

### Petit four,biscuits, gâteaux secs
Le gâteau chinois de nouilles de riz Siheung 始兴米粉饼 du Shixing. Les nouilles de riz gluant sont pressées dans un moule au motif de bon augure (poissons rouges, papillons ou statue de Bouddha) en forme de gâteau séché[réf. nécessaire].[pas clair]

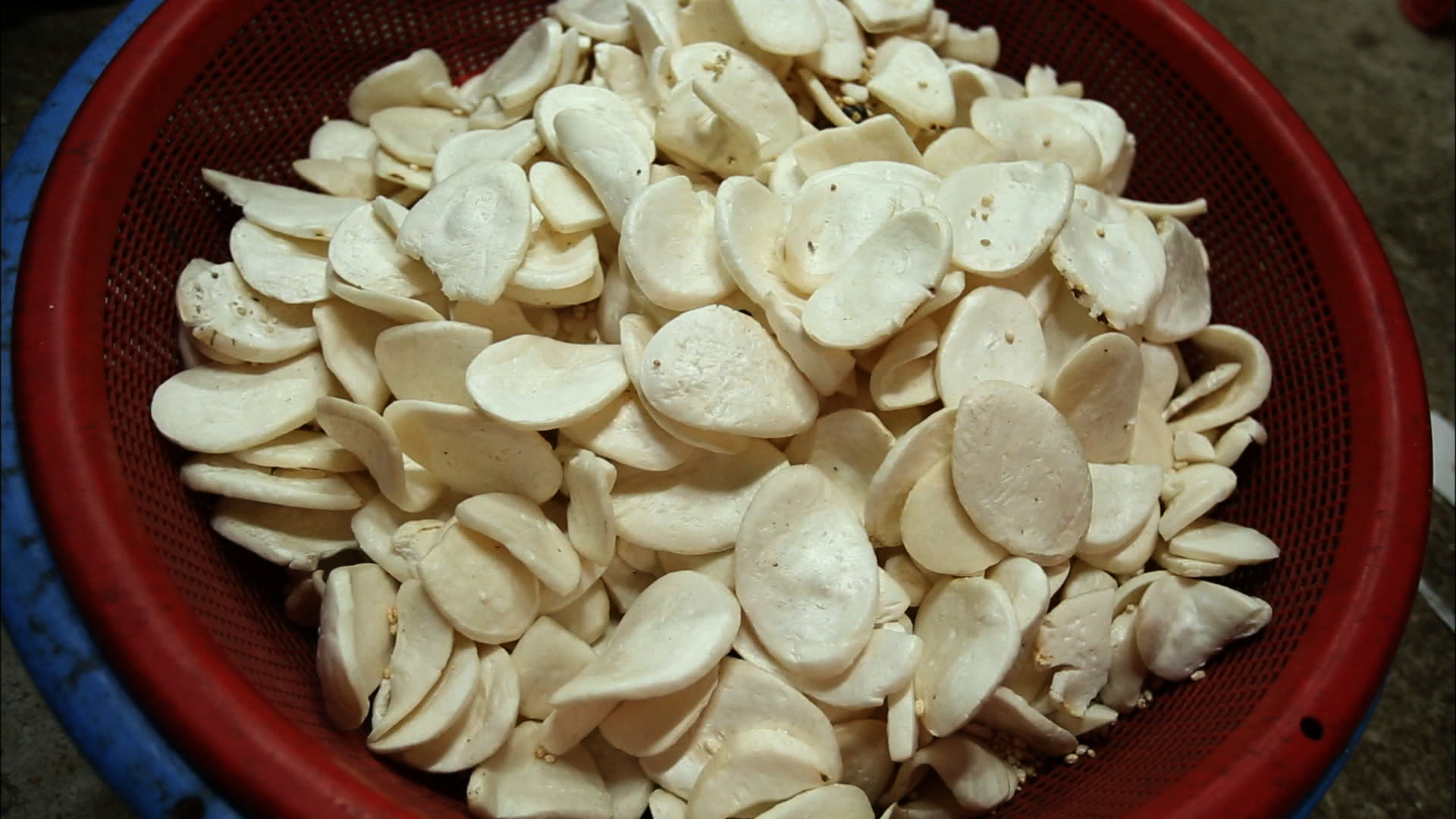
Garae-tteok-ppeong-twigi coréen.

Les jeopsi-ppeong-twigi, gaufrettes de riz soufflé coréennes et garae-tteok-ppeong-twigi de pâte de farine de riz gluant sont des snacks croquants.

## Hors-d'œuvre et salades

### Hors-d'œuvre
En dehors des soupes et des potages, le riz est rare dans les préliminaires de table. Toutefois, la cuisine classique avait une cuisson du riz pour hors-d'œuvre (20 min dans une eau salée à 10 g par litre). Carême, en 1841, donne en hors-d'œuvre des croquettes de riz garnies d'un salpicon. Urbain Dubois, en 1870, offre des petites croustades de riz aux écrevisses,. En 1873, Jules Gouffé détaille une casserole de riz (riz au gras moulé avec perles de carotte) et La Revue rétrospective, en 1893, des cailles en cassolette au riz, des quenelles de poularde en casserole au riz en entrée,. 
Les bolinhos de arroz brésiliens sont des hors-d'œuvre ou des snacks. Ces beignets de riz blanc froid, beurre fondu, œuf, parmesan, persil, farine de blé, levure chimique et lait sont servis rapidement une fois sortis de la friture.

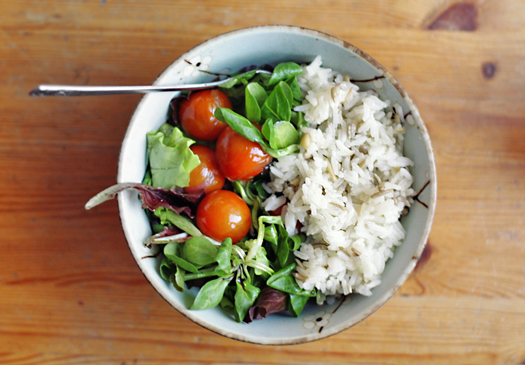
Salade de riz.

### Salades
Le terme « salade de riz » apparaît dans le français écrit au XXe siècle pour devenir fréquent à partir de 1950. En 1927, Escoffier donne douze idées de salades de riz. Le site 750g.com, en 2021, en donne 235,. La salade de riz au thon (avec tomates, filets d'anchois et vinaigrette ou mayonnaise) est le grand classique. L'insalata di riso ou riz froid (riso freddo) est spécialement appréciée en Italie comme salade d'été avec toute la créativité locale (aux légumes cuits, crus ou marinés, avec saucisses ou jambon, fromage, thon, olives… Le riz est bien lavé, non collant.
En Allemagne, parmi des recettes typiques (mit Paprika ; mit Wurst), la très éclectique Aller-Welt-Salat mit Reis (salade du monde entier au riz),. En Grèce, on ajoute de la feta à la salade composée de riz brun, concombre et épinards.
Les salades de nouilles de riz, spécialement de vermicelle de riz birman မု န့ ် တီ (mu n te), mont di, dans Khotaung  ခို တောင် မု န့ ် တီ  (hko taung mu n te) les vermicelles sont accompagnés de boulettes de poisson, chou haché, haricots verts, radis marinés, farine de pois chiches et l' huile d'ail.[pas clair] တောင်ငူ မု န့ ် တီ (Taungnguu mu n te), spécialité de Taungoo est une salade de vermicelles de riz servie avec un bouillon de mohinga.

## Plats de riz et de poisson, de viande et de légumes
En 1854, Évariste Huc, dans L'Empire chinois, écrit à propos du sel : « Leurs aliments en sont, le plus souvent, remplis […] ils ne manquent jamais de s'en faire servir sur leur table. On cherche a corriger par les salaisons la saveur insipide du riz bouilli à l'eau. » Le japonais takikomigohan (炊き込みご飯) désigne les riz cuits avec algues, champignons, légumes, viande, poisson, etc. distincts des maze gohan (混ぜ御飯) où les aliments sapides sont ajoutés au riz cuit. La cuisson du riz dans un liquide aromatique ou le service du riz comme garniture d'un plat savoureux sont de toutes les cuisines.

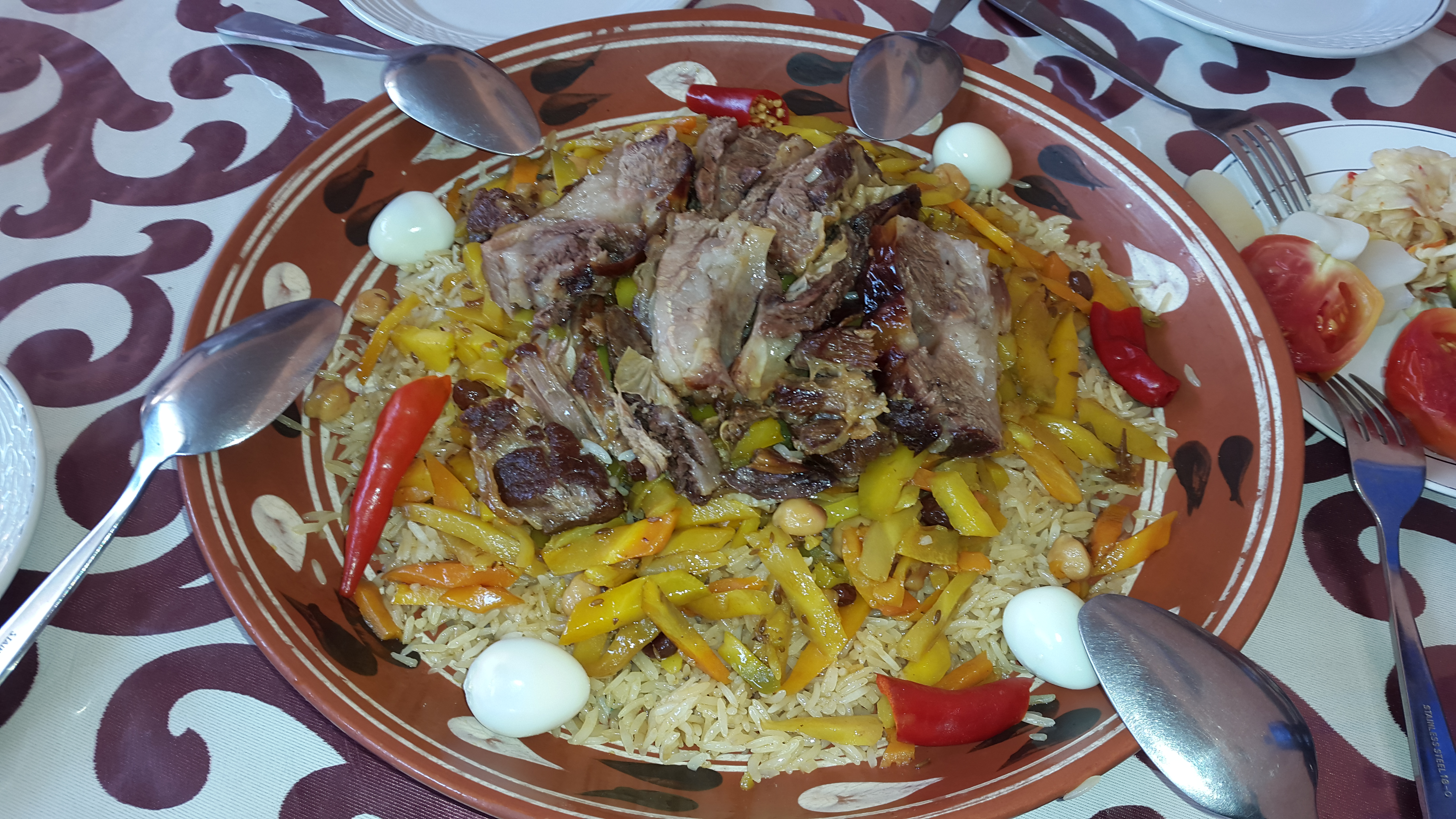
Plat complet à l'huile de lin : pilaf zigir de Samarcande.

### Les plats complets
Les plats complets autour des pilafs et riz au gras sont des adaptations locales d'une même idée : plov d'Asie centrale (dont l'Azerbaïdjan avec le gara aux châtaignes), pilaf aux pois chiche, carotte, ail, mouton ou bœuf, Kabuli palaw (persan : قابلی پلو), basmati avec mouton, agneau, bœuf, poulet, carottes et raisins secs ; zirvak ouzbek et tadjik, riz et agneau doré dans sa graisse, oignons frits, ail et carottes. Polao (পোলাও) du Bangladesh : viande et graines de coriandre, cumin, cardamome, clous de girofle, etc.  Pulao (پلاؤ) pakistanais : basmati et viande (éventuellement du chameau). Pélau des Caraïbes avec pois, haricots verts, maïs, carottes, citrouille, bœuf ou poulet ou queue de cochon séchée.
Au Levant, la maqlouba (arabe : مقلوبة ; turc : maklube), est un plat de riz et viande ou poisson, et aubergines, tomates, pommes de terre, chou-fleur. En Afrique, on mange le thiéboudiène, un mets composé de riz, de poisson, de sauce tomate, de chou, de carottes et de manioc.

### Affinité riz et poisson, riz et fruits de mer
Le riz est une des garnitures classiques du poisson dont il ne concurrence pas le goût délicat et absorbe la sauce. 
Il entre dans la composition des terrines de poisson (koulibiak, morue Valencia, croquettes de riz au poisson) des arroz con pescado y marisco, arroz de lampreia (riz de lamproie recherché à Lisbonne), risotto de moules, paella de pescado y marisco ou de arròs negre de seiche,,,,.
Dans la cuisine créole, on trouve le riz au crabe, le cari de crevettes ou de poulpe, le civet de poulpe, le civet de zourites (civé zourit),.
Dans la cuisine classique de langue française, on référence le pilaf de homard parisienne, la morue au riz, la garniture habituelle des filets de soles,,.

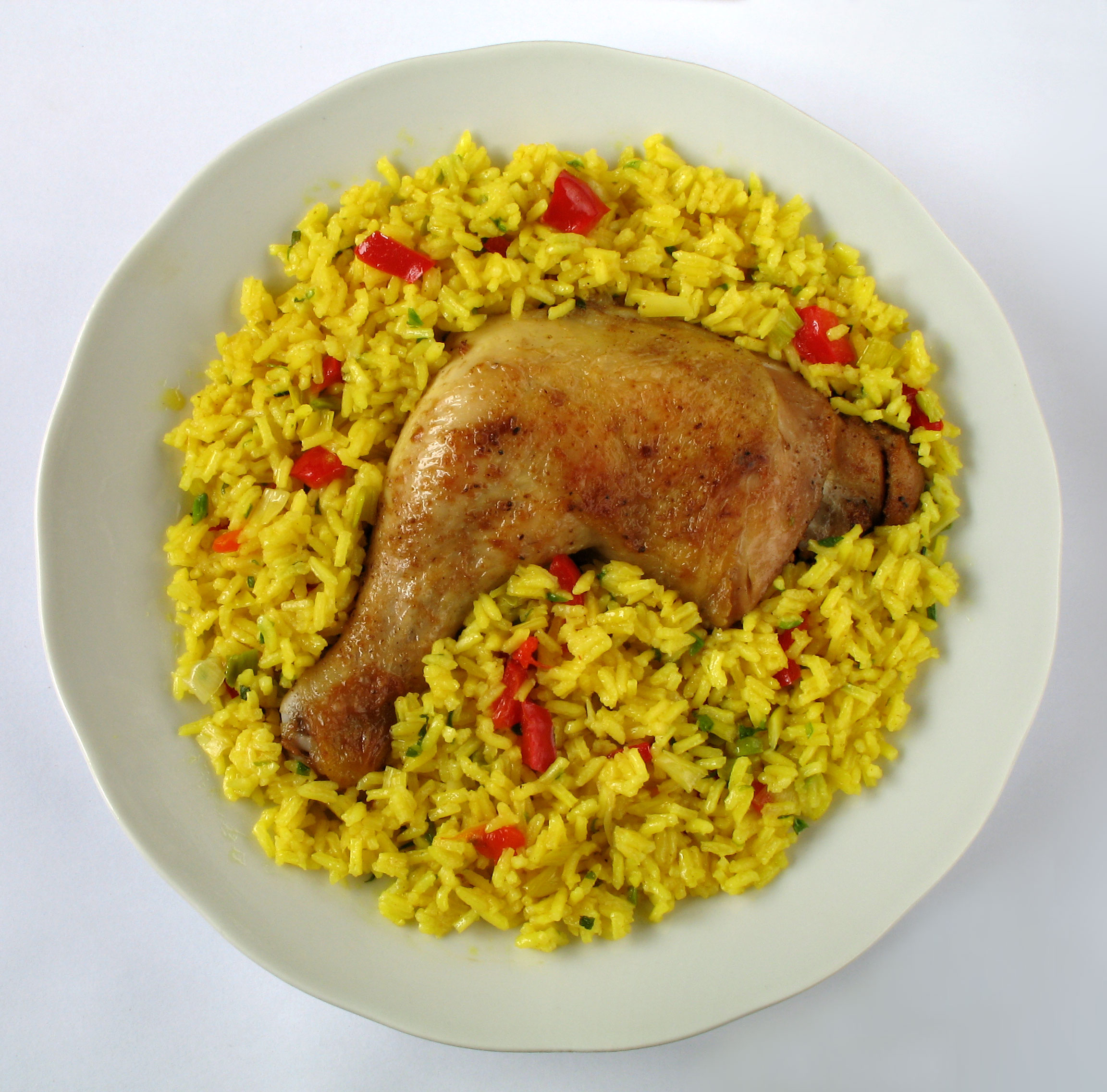
Arroz con pollo (riz et poulet).

### Affinité riz-volaille
Parmi les 560 recettes classiques de riz données par 陈惠英 (Chén Huìyīng), 28 sont à base de riz accompagné de volatiles divers : poulet, caille, pigeon, canard, moineau…

#### Riz et volaille en Europe
Au Portugal et au Pérou, le riz au canard (arroz de pato), la canja de galinha (bouillon de poule au riz) sont des plats populaires. Au Portugal, toujours, l'arroz de cabidela est un riz au sang de volaille et au vinaigre,. Dans le monde hispanisant, arroz con pollo est un pilaf au poulet.
La poularde Albuféra, mets de la cuisine française, est farcie d'un riz aux truffes. Le chapon se farcit au riz ou se sert avec un riz cuit dans le bouillon, arrosé de son jus de cuisson. On trouve des variantes telles que la poule au riz, le canard au riz, la blanquette de volaille au riz, la dinde de Thanksgiving et son riz sauvage, la pintade au riz ou la crème de riz à l'essence de faisan,,,,,.

#### Riz et volaille en Asie
Le riz au poulet hainanais (Chine, Asie du Sud-Est) est cuit longuement dans un bouillon ainsi que le riz ; le plat est agrémenté de concombres et servi avec une sauce pimentée,.
Nasi tim est un poulet au riz à la vapeur et nasi goreng un riz frit à la sauce soja sucrée avec poulet et crevettes (Indonésie),. En Indonésie encore, le bubur ayam est un congee au poulet.

### Proche-Orient
Le perdeli pilav est un pilaf turc (poulet, oignon, manades[Quoi ?]), maqlouba (arabe : مقلوبة ; turc : maklube), viande de poulet et/ou agneau avec riz et beaucoup de légumes.
Au Liban, on trouve le sayoudié (en arabe : صيادية : sayadyeh), un plat de poisson et de riz, assaisonné de cumin et d'autres épices.

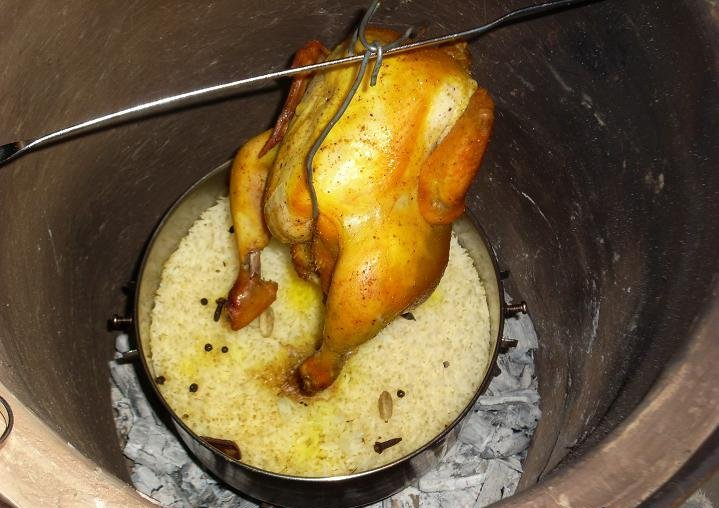
Mandi : cuisson de la volaille à la vapeur du riz dans un four enterré.

#### Riz et volaille en Afrique
Le mandi yéménite est un mets à base de viandes (poulet et/ou agneau) et riz, avec un mélange spécial d'épices, cuit dans une fosse creusée dans le sol qui tient lieu de four. La volaille suspendue est cuite à la vapeur du riz. Le riz wolof accompagne souvent le poulet.

#### Riz et volaille en Amérique
Le locrio est un pilaf dominicain au poulet ou au lapin, au salami, à la pintade, au hareng séché, aux crustacés ou aux sardines. Arroz junto se cuit dans une casserole à Porto Rico : riz avec des haricots et de la viande, arroz con gandules riz, pois d'Angole, porc et sofregit étant considéré comme un plat national.[pas clair]

### Le riz aux légumes et aux haricots

#### Le riz aux haricots et aux légumineuses
Le riz aux haricots (grains) disparait de bien des cuisines, hélas[non neutre]. Ce plat bon marché (nourriture de la troupe), « très correct », est une belle rencontre et une charge poétique qui fait écrire à Habib Ould Mahfoudh qu'on « y voit les petits yeux des haricots vous regarder comme s'ils vous suppliaient de ne pas les manger,, ». Paul Guichenné, en 1856, raconte qu'un négociant espagnol séquestré par des bandits n'avait pas subi de mauvais traitements : « Il avait mangé du riz aux garbanzos [pois chiches] parfaitement assaisonné et bien chaud. »

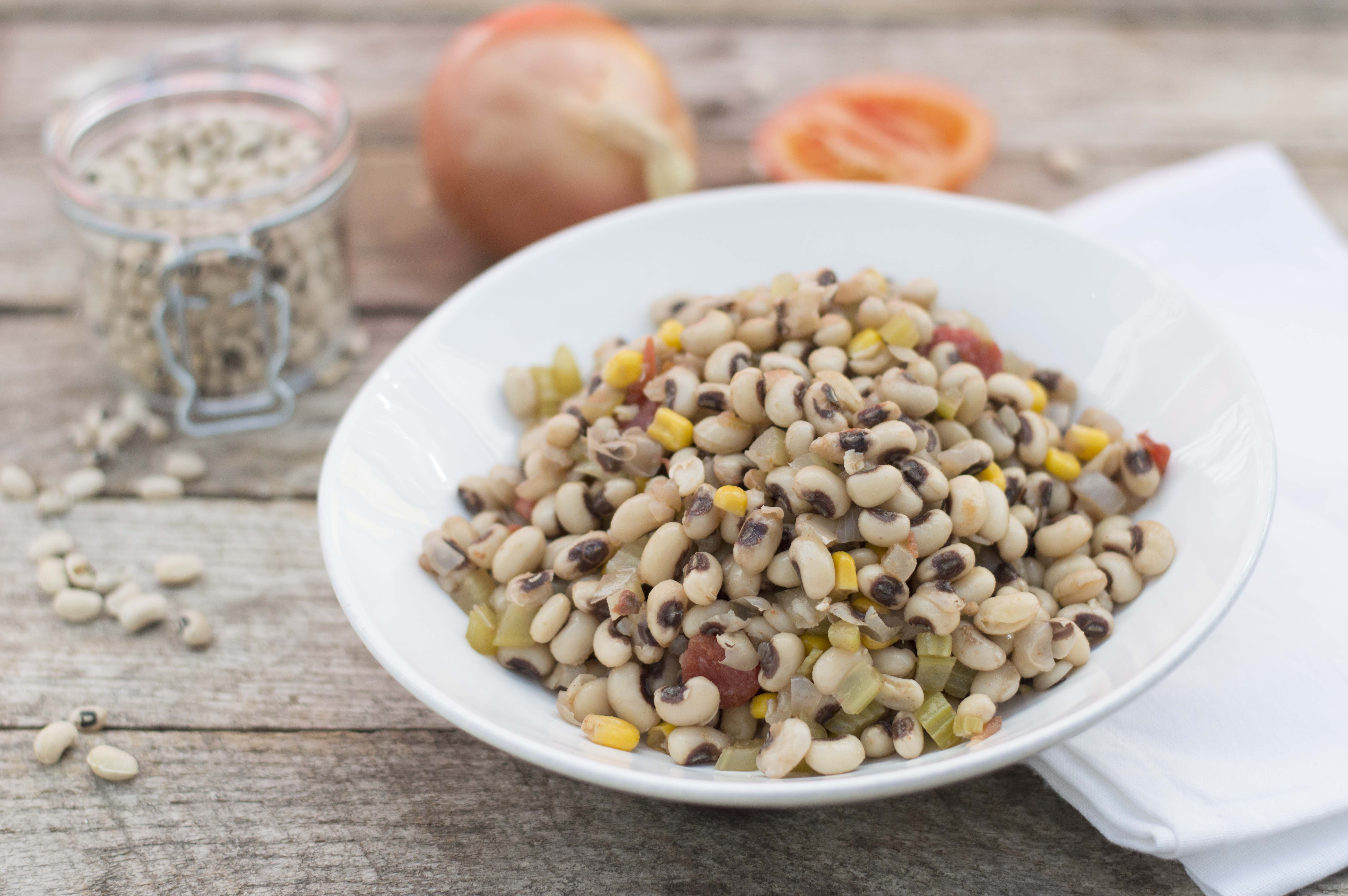
Hoppin' John.

Les origines sont débattues : les Amérindiens Tupis, selon certains, cultivaient depuis longtemps le riz et les haricots, bien avant l'arrivée des Portugais qui apportent le riz asiatique arrivé chez eux via les Arabo-Andalous. La rencontre avec le haricot brésilien donne le arroz e feijão (arroz de feijão au Portugal où il est commun, la feijoada, ragout de haricots, est servie avec du riz) devenu le plat national brésilien et largement diffusé en Amérique latine, y compris hispanisante (arroz con frijoles, arroz con judías) puis en Amérique du Nord,,.
À Cuba, le Moros y cristianos (Moros, haricots noirs ; cristianos, riz blanc) où le riz blanc est cuit dans l'eau de cuisson des haricots noirs, perpétue le souvenir de la Reconquista.

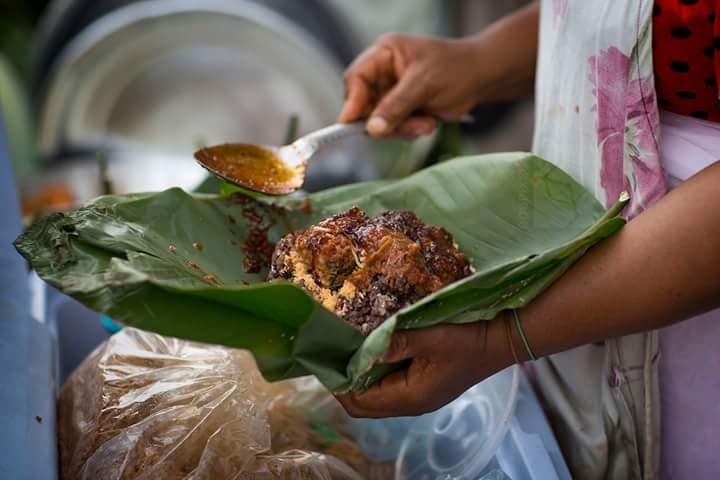
Waakye.

Le monde du riz aux haricots est à lui seul une encyclopédie. Le Hoppin'John cuisiné aux États-Unis (riz de Caroline, niébé ou dolique à œil noir, oignon haché et tranches de bacon) fait penser au thiebou niebe sénégalais et au red beans and rice de la Louisiane créole avec ses haricots rouges kidney bean, légumes potagers, épices et porc,,,.
L'arroz con gandules (un des arroz junto de Porto Rico) est à base de riz, de pois d'Angole et de porc, servi dans un sofregit. La forme cubaine est le moro de guandule avec aromates variés. Le pabellón criollo, au Venezuela, est fait avec des haricots noirs (frijol negro). Le gallo pinto ou gallopinto (littéralement « coq coloré », Amérique centrale), un riz aux haricots avec poivrons, oignons et ail, admet de nombreuses variantes sur les deux parties du continent, dont le tacu tacu péruvien (riz, poivron jaune, haricots, haricots de Lima et lentilles) servi avec un œuf au plat,,.
Le rice and peas (riz et pois) recouvre toutes ces légumineuses farineuses largement et historiquement cultivées en Amérique. Une version avec un mélange de légumineuses est l'arroz de fríjol cabecita negra avec lentilles, haricots, pois, etc..
Dans le Vieux Monde, orez Shu'it (hébreu : אורז שעועית) est un plat de riz aux haricots à la sauce tomate, cuisiné par les Juifs de Jérusalem. Une version asiatique du riz aux haricots est le riz aux fèves de soja : le kongbap coréen, riz blanc ou brun et soja. Les riz aux légumineuses asiatiques sont au kong (haricot adzuki), patbap (haricot rouge), gangnang-kong-bap (haricot américain) ou wandu-kong-bap (riz aux pois),.
Il existe aussi, au nord de l'Inde, où le haricot rouge a été introduit depuis le Mexique, le rājmā, plat végétarien avec de nombreuses épices indiennes et aussi des navets. En Afrique, le waakye (qui veut dire haricot en haoussa) mélange le riz aux haricots niébé ou au dolique à œil noir et avec du sorgho, ce riz revendique être l'ancêtre commun[pas clair]. En Italie, le riz aux haricots ou aux vesces était consommé.

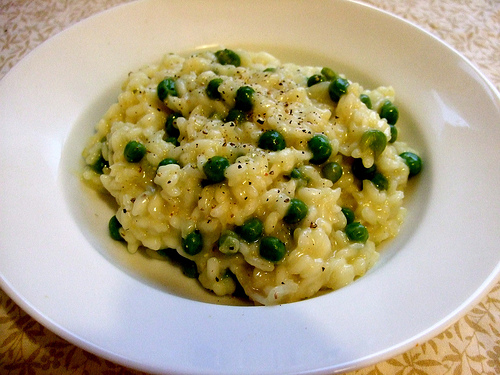
Risotto aux petits pois.

#### Riz, légumes et champignons: le monde des risottos
Le son de riz, l'eau de trempage du riz sont utilisés pour les légumes fermentés orientaux, qui sont à leur tour consommés avec le riz (riz sauté au kimchi),. On trouve en Haïti un riz aux champignons noirs diri et djondjon, tandis qu'au Japon, c'est le riz aux châtaignes d'eau (kurigohan),.
Mais le monde des riz aux légumes et aux champignons est celui des risottos dont voici une liste non exhaustive : risotto aux artichauts, aux asperges, au brocoli, à la chicorée, à la betterave, aux fèves, au fenouil, au poireau, aux épinards (et au poulet), aux petits pois (avec de la menthe), au houblon sauvage (bruscandoli), aux olives, aux carottes, au citron, aux courgettes, aux légumes, à la laitue, à l'oignon (balsamique), au potiron, aux orties, à la roquette, aux tomates (fraiches ou séchées), aux champignons sauvages, aux cèpes, aux chanterelles, aux truffes, aux fraises, aux myrtilles, aux poires, aux figues, aux amandes (et aux oranges), à la grenade, aux raisins secs,,,.

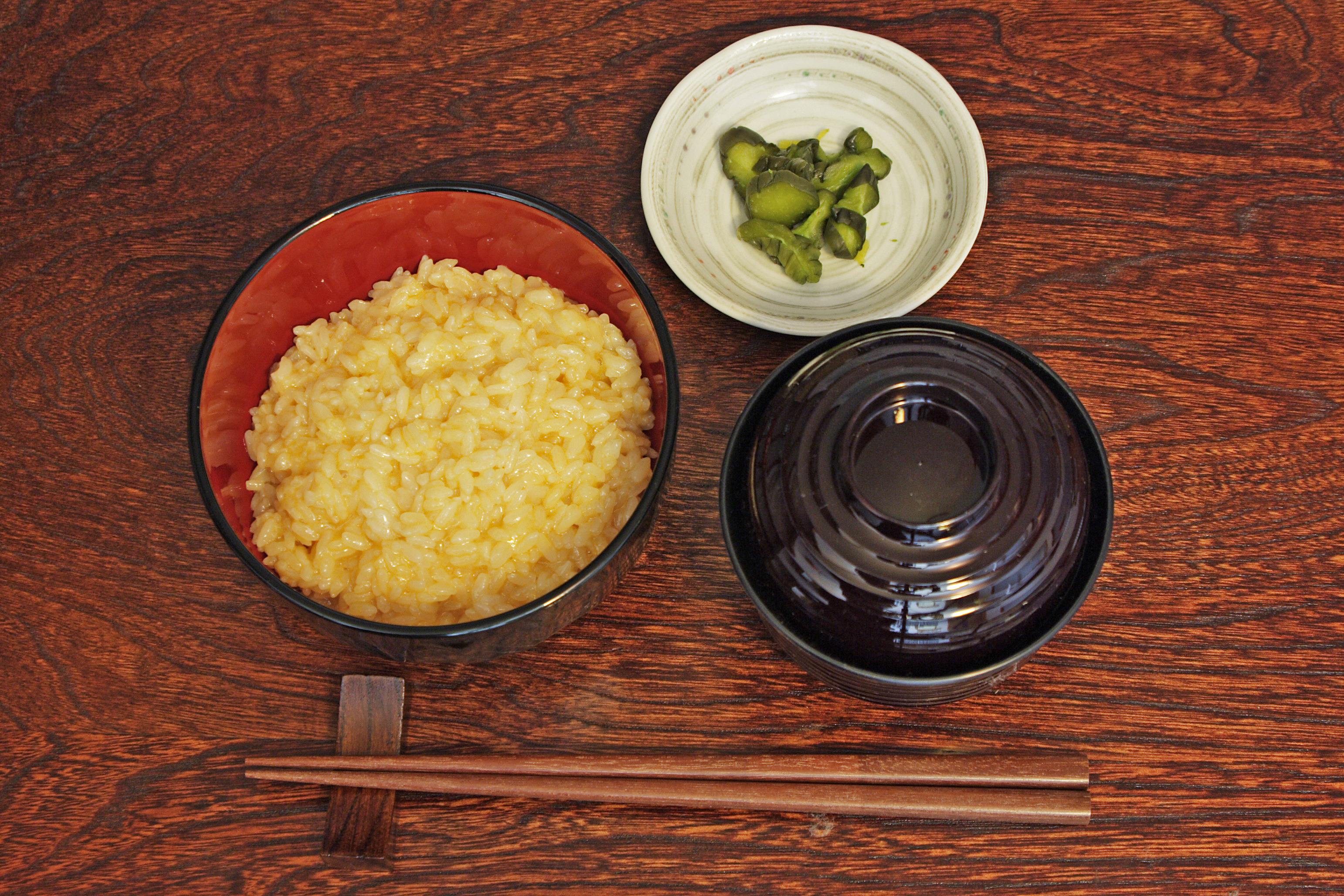
Tamago kake gohan.

## Les œufs et le riz
Très populaire au Japon, le tamago kake gohan (たまごかけご飯, « œuf sur le riz ») est un œuf cru sur un riz blanc avec un peu de sauce soja, qu'on mélange avec les baguettes. Le site japonais cookpad.com donne, en 2021, 3 600 recettes d'œufs sur le riz, parmi lesquelles certaines avec des œufs cuits,. Elles se rapprochent alors du riz frit aux œufs dont l'archétype mondialisé est le riz cantonais, riz frit aux œufs admettant les garnitures les plus diverses.
Les textes français de cuisine classique donnent une belle variété d'œufs au riz avec des dénominations consacrées : œuf mollet ou poché et saucisse de Toulouse et riz pilaf aux moules (œufs Francillon), et sauce tomate provençale et riz pilaf (œufs Grand'mère), et crevettes sauce paprika, riz pilaf aux jets de houblon (œufs à la Quesnoy), sauce américaine au crabe, pilaf nature (œufs Xavier) ou œufs frits et risotto aux truffes blanches (œufs au riz à la Zola)[réf. nécessaire], sauce tomate au safran, riz pilaf aux courgettes (œufs à l'Italienne), etc..

## Le riz tel qu'en lui-même

### Le plat central du repas

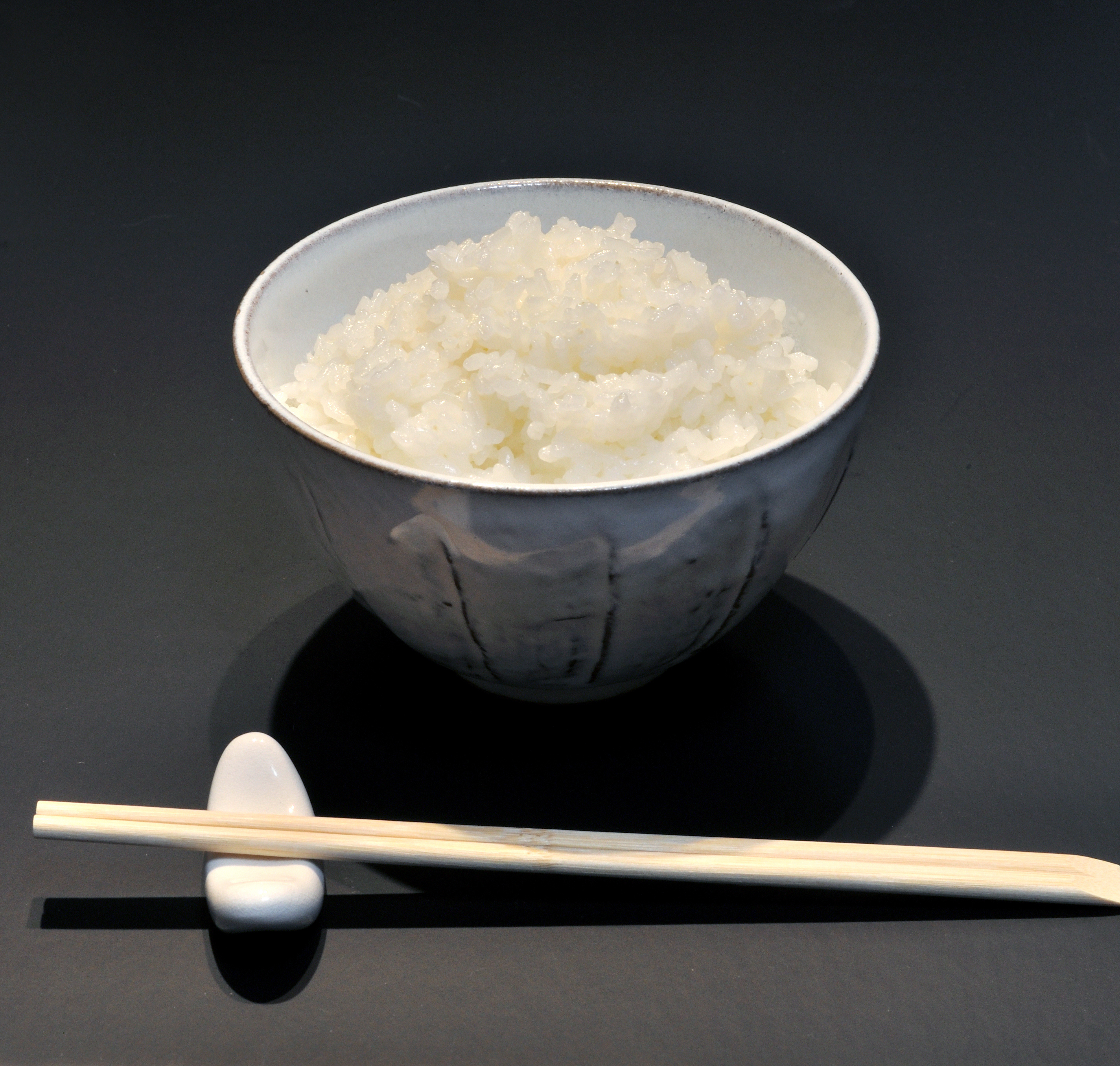
Meshi : repas, riz cuit.

Jean-François Hurpé écrit que dans les pays d'Asie où le riz occupe la place centrale des repas (l'idéogramme des rituels spécifiques de sa préparation visent à montrer la place des dieux dans le don du riz et à soutenir l'organisation sociale qui permet la joie quotidienne du bol de riz. Il ne faut pas oublier aussi que la fadeur, l'insipide, est de l'ordre des sensations comme un « approfondissement maximal », une « plénitude limpide » dans la culture venue de Chine (Jean-Pierre Bompied) : le riz poli et immaculé cuit à l'eau ou à la vapeur d'eau est servi seul, traditionnellement à la fin du repas en Chine ou au Japon,. L'idéogramme 白饭 qui signifie « riz nature » est souvent en conjonction avec manger[réf. nécessaire].
En 1747, le décorum veut que dans le repas impérial chinois le riz servi dans un bol d'émaux cloisonnés à couvercle d'or est un accompagnement d'un menu surabondant (chiu che bing). Le riz consommé par l'empereur était un mélange de riz blanc, jaune et pourpre. La blancheur nacrée recherchée au Japon (avec un début de caramélisation au fond de la cocotte) n'est pas une valeur du Sud asiatique : le riz divinisé balinais est teinté en jaune avec du curcuma.
Des accompagnements pour ces bols de riz fumant et juste collant (gohan), pour la baguette ou la main, s'est développée : choix de légumes en saumure (tsukemono), lait aigre (Syrie), bouillon clair ou sauce soja, thé vert, etc., mais rien ne complique sa fade rondeur, notamment aucune boisson alcoolisée,,. Le reste de riz dans le bol à la fin du repas était tenu en Inde pour impur, il devait être jeté hors de la maison.

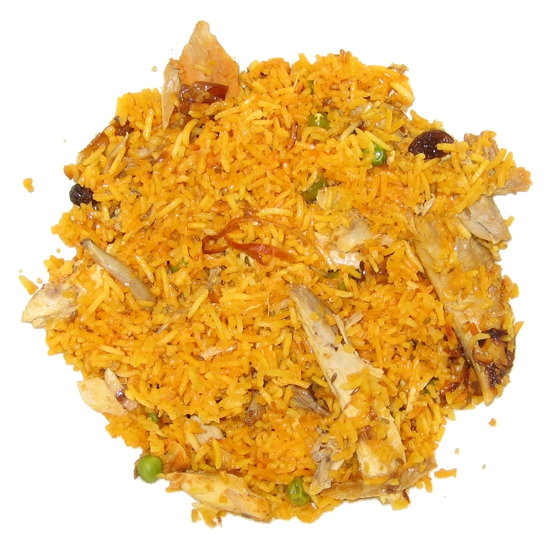
Danpauk (बर्मेली बिरयानी) : riz, épices, yaourt.

### Garnitures et entremets

#### Les riz épicés
Le biryani du sous-continent indien est un riz long cuit à la vapeur pour bien conserver les arômes, avec du beurre, du cumin, de la noix de muscade, du macis, du poivre, du clou de girofle, de la cardamome, de la cannelle, du laurier, de la coriandre, de la menthe, du gingembre, du safran, de l'oignon, de l'ail. Et pour faire bonne mesure, ce mets est servi avec du chutney, de la sauce korma ou du curry. On trouve aussi l'orzo arménien à la menthe, persil et piment, raisins secs et amandes. 

#### Nouilles de riz
Le vermicelle de riz est un élément du repas impérial à la différence du riz seul (vermicelles de riz servis dans un bol d'argent) (1747)[pas clair]. Il est consommé dans toute l'Asie de l'Est en soupe, en friture ou en salade. Alain Ducasse en fait un mille-feuille à la fraise des bois.

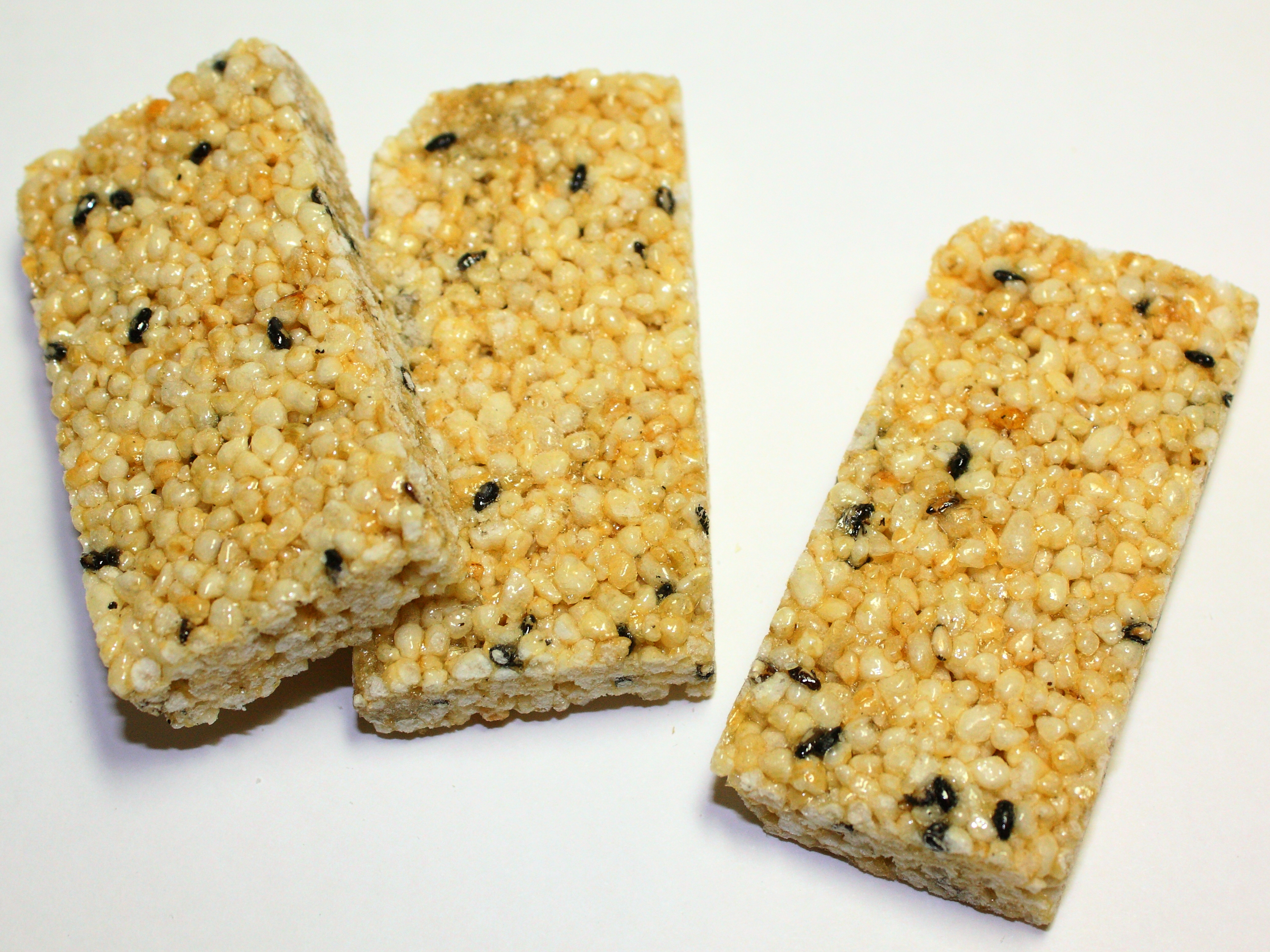
Awaokoshi japonais croquants.

## Desserts, confiseries, sirop

### Douceurs de riz d'Asie de l'Est
En Corée, le tteok est une pâtisserie à base de riz gluant, aux formes et aux recettes les plus variés, qui accompagne les fêtes et célébrations. Au Japon, おこし (okoshi), awaokoshi, venu de l'antique chinois  粔籹 (Ki ~yoju), est une gaufrette de riz cuit à la vapeur, puis frit et enfin séché en plaques découpées en rectangles, qui connait de nombreuses variations locales.

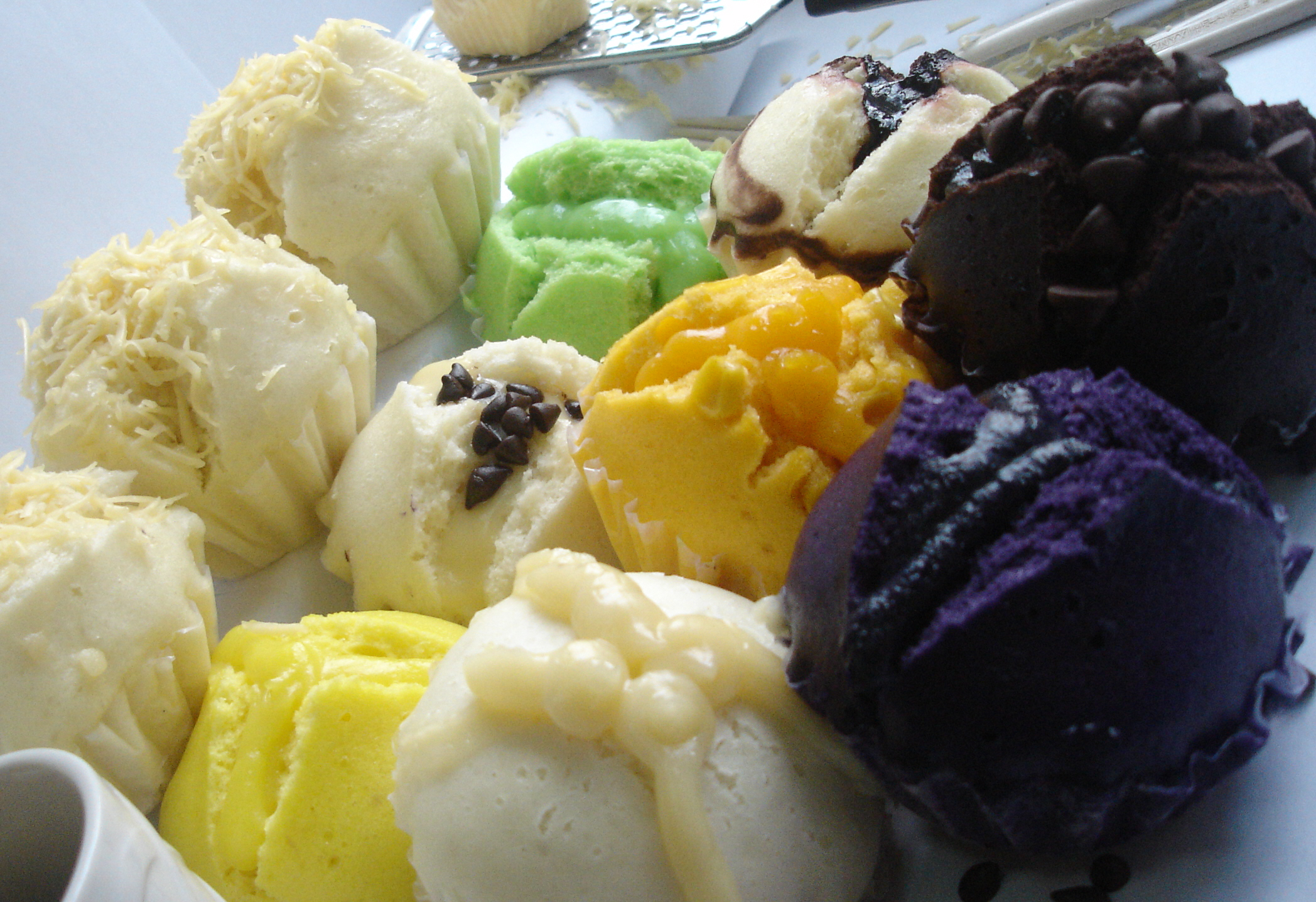
Assortiment de puto sucrés indonésiens.

L'Indonésie est le paradis des pâtisserie à base de riz. Biko (aussi sinukmani, wadjit, wagit), espasol (qui qualifie aussi les personnes excessivement maquillées), latík au sirop de coco caramélisé (Tagalog: [laˈtɪk]), suman (et moron quasi similaire) dans des feuilles de cocotier ou de palmier, luzon (de même que tupig ou  intemtem) dans une feuille de bananier, sont des gâteaux de riz gluant, lait de coco et sucre brun,,,. Les puto sont des pâtisseries de riz gluant fermenté, cuites à la vapeur, dont il existe une foule de variétés. Et aussi sapin-sapin, fait lui de farine de riz gluant, coco, sucre brun. 
Madumongso est une confiserie au riz noir de Java. Jaynagarer moa, জয়নগরের মোয়া (Jaẏanagarēra mōẏā), est une confiserie du Bengale-Occidental faite d'extrait de palmier dattier, de riz aromatique soufflé, de beurre, de cardamome et de graines de pavot.
Le gâteau de lune à la peau de neige (冰皮月餅), fait de pâte de farine de riz gluant crue et farcie de pâte de lotus ou de pâte de fruits est une bouchée moderne consommée de la Chine à la Malaisie. Il aurait son origine au Viêt Nam. Au Japon, les yukimi daifuku (« daifuku à l'apparence de neige ») sont des bouchées de mochi fourrées à la crème glacée à la vanille, spécialité du groupe coréen Lotte. Les tāngyuán chinois sont des boulettes de farine de riz gluant dans un sirop.

### Douceurs de riz d'Asie occidentale et d'Europe
Apparue avec la culture arabo-andalouse (la principale source de recettes est l'Anonyme andalou, au XIIIe siècle), la cuisson du riz dans du lait, sucré en fin de cuisson, probablement originaire d'Asie centrale, donne en Occident les riz au lait et, dans leur version liée et cuite au four, le gâteau de riz ainsi que la teurgoule. Il existe, en Inde du Sud, au Sri Lanka, un riz au lait sucré, le pongal ou huggi.

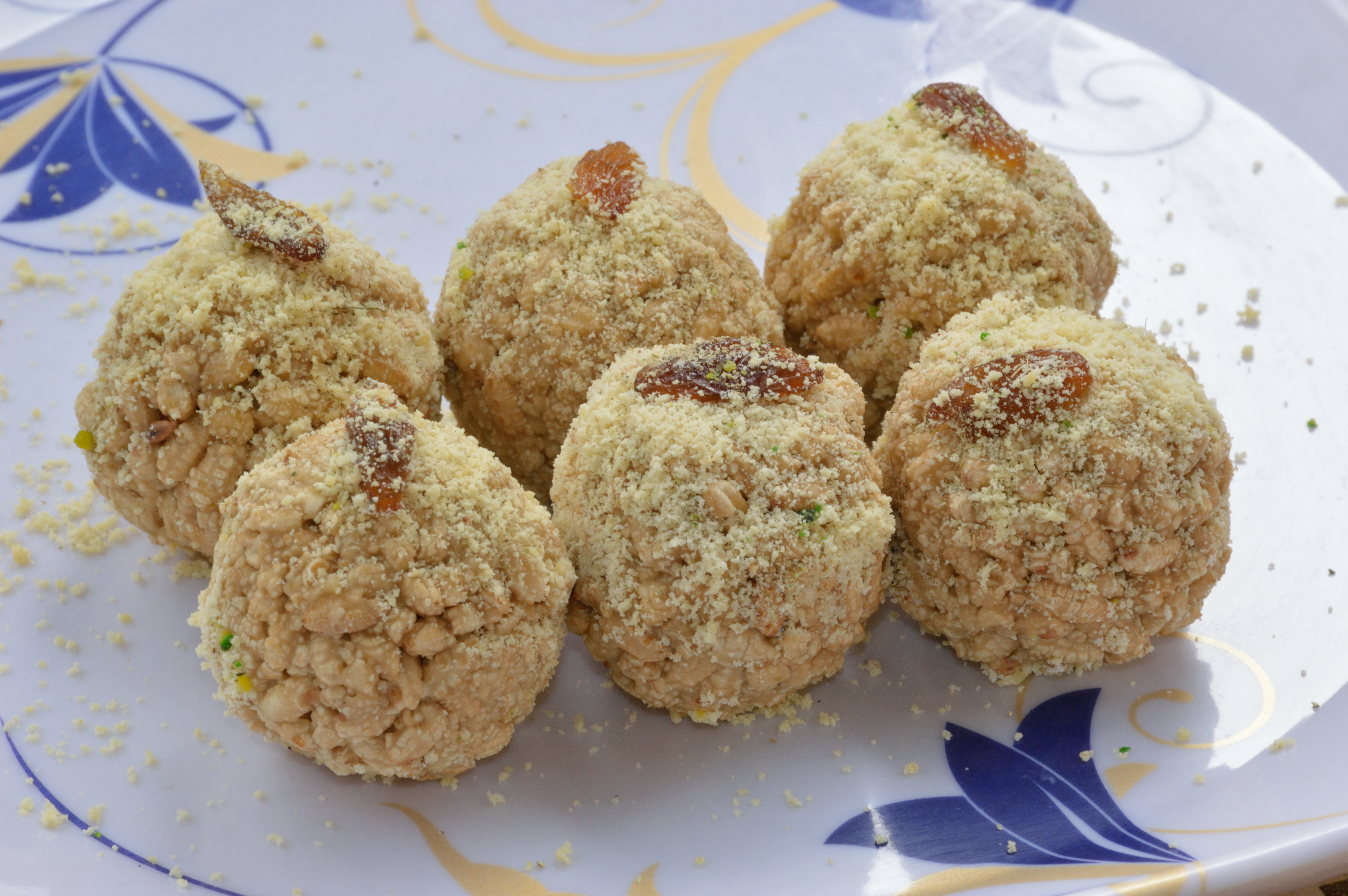
Jaynagarer moa : confiserie au sucre de palme, riz soufflé, grandement appréciée au Bengale-Occidental.

### Desserts glacés
Les mochi fourrés d'une crème glacée ont été créés par une Nippo-Américaine, Frances Hashimoto, dont les parents étaient confiseurs à Tokyo. Son entreprise, Mikawaya, a popularisé ce dessert glacé aux États-Unis,. Quelques parfums de mochi glacés : sésame noir, cookies, thé vert, mangue, matcha, menthe, chocolat, café, vin de prune, haricots rouges, fraises, vanille.
Bubbies Ice Cream est une marque de mochi à la crème glacée fabriqué aux États-Unis.

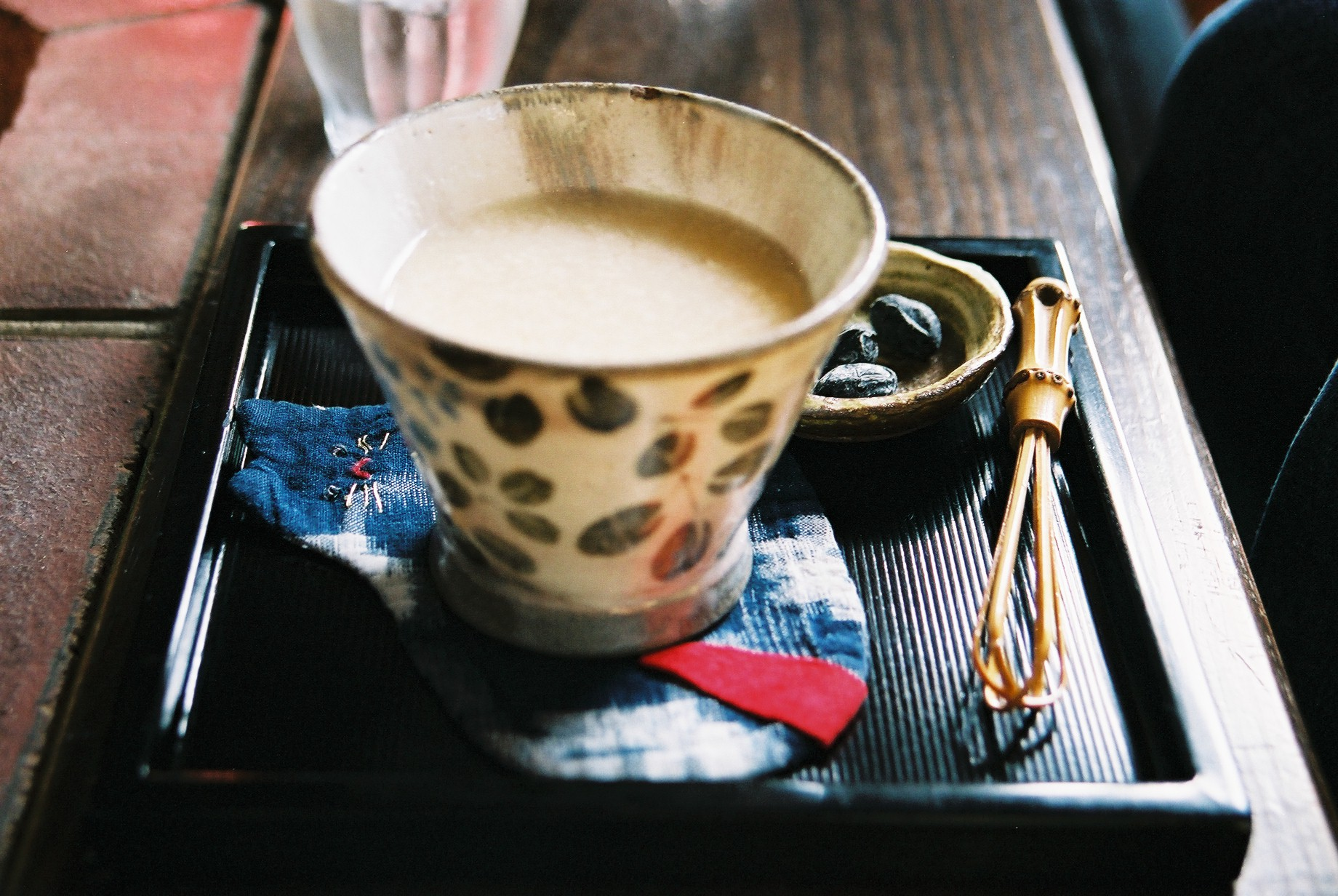
Amazake.

### Sirop
Le sirop de riz brun est un édulcorant produit à échelle industrielle qui se trouve dans les épiceries chinoises sous forme de sirop de maltose et dans certaines boissons, comme le lait de riz. L'amazake (甘酒) est une boisson traditionnelle japonaise sucrée, peu alcoolisée, à base de riz fermenté qui se boit allongée d'eau. Mizuame (水飴) est un sirop épais, boule collante, traditionnellement de riz gluant malté fermenté.

## Boissons à base de riz

### Boissons non alcoolisées

#### Eau de riz, lait de riz

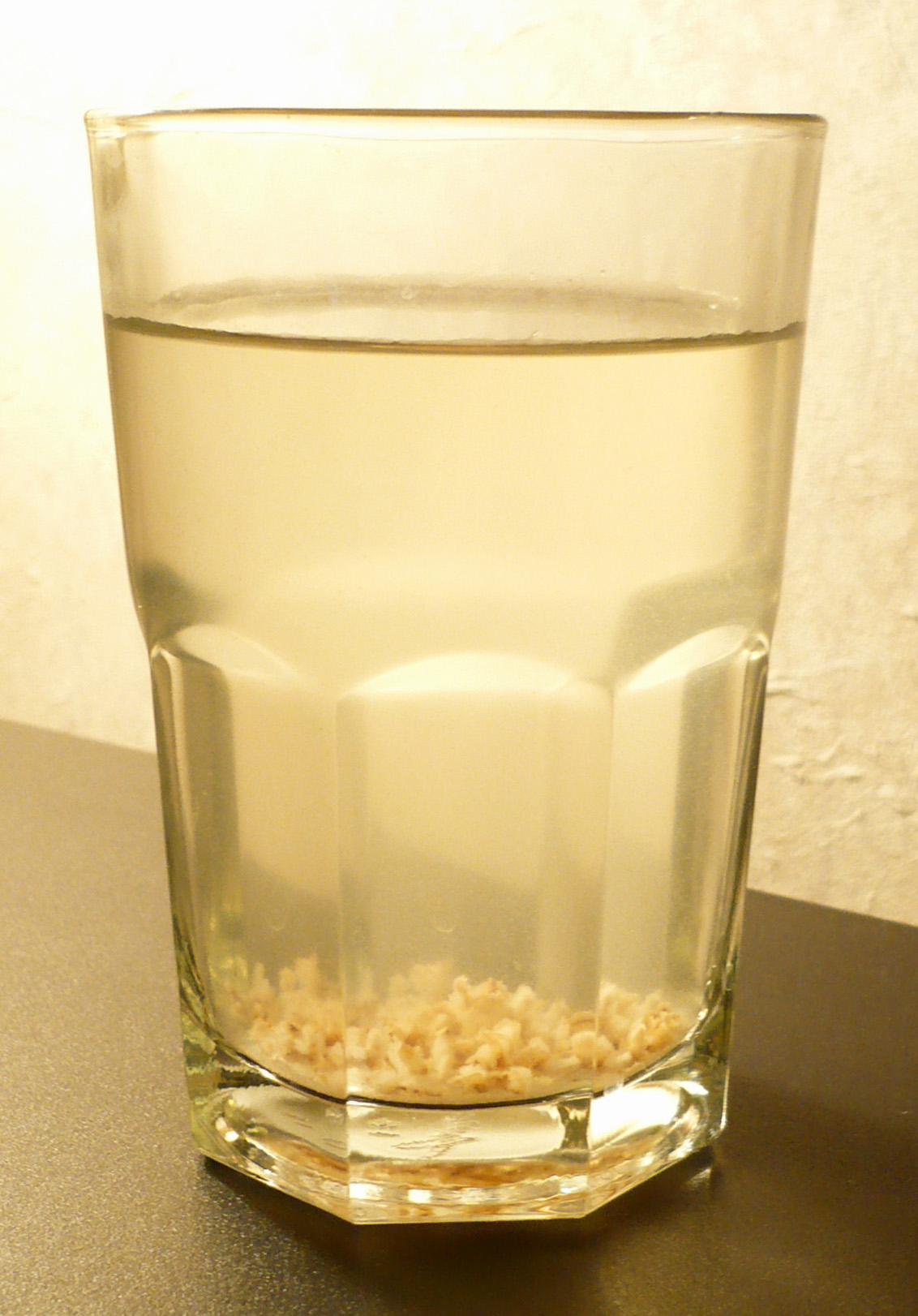
Tisane coréenne de riz brun.

En 1934, Escoffier donne une recette d'eau de riz : « eau de cuisson (20 min) de riz, réservée, sucrée et rafraichie avec des tranches de citron ou d'orange, boisson nourrissante et hygiénique et très agréable à boire pendant les grandes chaleurs et, dans ce cas, elle pourra être coupée avec une eau gazeuse à volonté. »
En Corée, le sungnyung est une eau de riz faite avec du riz torréfié. Le nước gạo lứt (lit. « eau de riz brun ») ou nước gạo rang (lit. « eau de riz torréfié ») vietnamien sont des infusions de riz japonica torréfié, boisson proche du ranon'ampango ou ranovola (eau dorée) de Madagascar eau bouillie dans la casserole où attache la croûte de riz brûlée, servi chaud, en fin de repas[pas clair],.
Le jus de riz, lait de riz ou boisson de riz, est une émulsion de farine de riz cuite dans l'eau. Il est souvent vendu comme substitut du lait. L'horchata de arroz est un orgeat du Mexique et du Guatemala, parfumé à la vanille ou à la cannelle,. La crème kokkoh est une farine principalement à base de riz avec laquelle on prépare des bouillies macrobiotiques.
Le sikhye (식혜) coréen, le jiuniang chinois, l'amazake japonais sont des boissons naturellement sucrées, généralement servies à la fin du repas, il s'agit d'un infusion (pendant une nuit) d'eau de malt et du riz cuit.

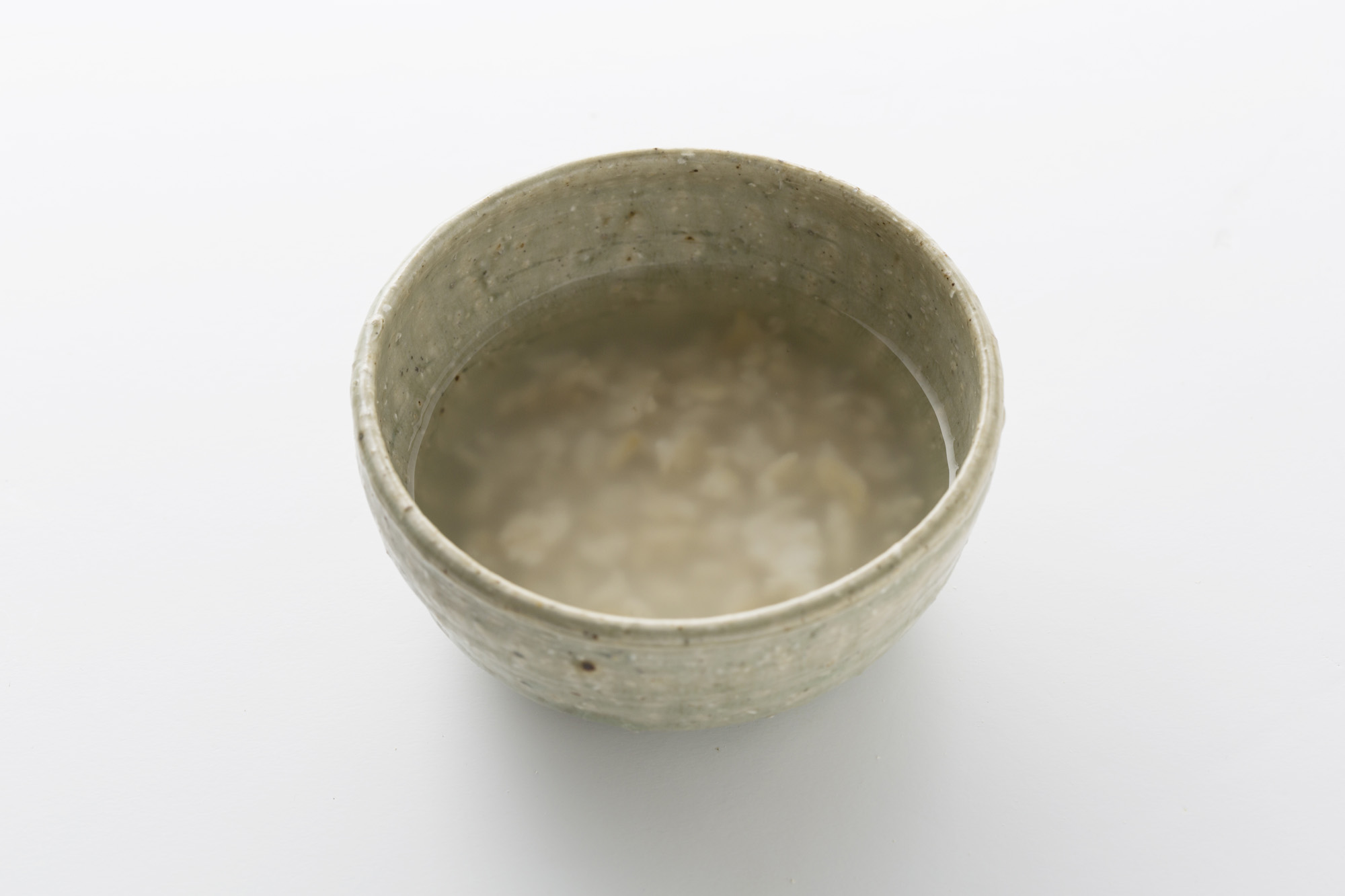
Sungnyung : eau de riz torréfié (Corée).

#### Thé au riz
Le thé traditionnel japonais genmaicha (玄米茶,) ou coréen hyeonmi-nokcha (현미 녹차 lit. « thé de riz brun ») est fait de thé vert au riz soufflé torréfié.

#### Vinaigre noir
Le vinaigre vieux de Shanxi ou vinaigre noir (chinois simplifié : 老 陈醋, lǎo chéncù), fabriqué à partir de riz gluant et/ou de sorgho, ou de millet, est un condiment millénaire de la cuisine chinoise. Il a une indication géographique nationale chinoise[réf. nécessaire]. 